# Mai 68
Pour les articles homonymes, voir Mai 68 (homonymie).
Pour l'article sur le mois, voir Mai 1968.
Les événements de mai-juin 1968, ou plus brièvement Mai 68, désignent une période durant laquelle se déroulent, en France, des grandes manifestations ainsi qu'une grève générale et sauvage, accompagnée d'occupations d'usines et de bâtiments administratifs, de la généralisation de forums de discussions et propositions sociales et politiques, d'une paralysie presque complète du système économique et de l'administration, et d'une ébauche d'organisation de relations sociétales égalitaires dans toute la France.
Précédés par le mouvement de 1967 contre les ordonnances sur la sécurité sociale, les événements de mai-juin 1968 apparaissent d'abord comme une rupture fondamentale dans l'histoire de la société française, matérialisant une remise en cause des institutions traditionnelles, mais l'historiographie de mai 68 a ensuite rappelé aussi, à partir des années 1990, que près de dix millions de personnes ont fait grève juste avant la négociation des accords de Grenelle (mai 1968) qui actent un relèvement de 35 % du SMIG, le salaire minimum. La révolte étudiante parisienne et dans les villes universitaires, a ensuite gagné le monde ouvrier et pratiquement toutes les catégories de population sur l'ensemble du territoire, pour constituer le plus important mouvement social du XXe siècle en France.
Ce mouvement est caractérisé par une vaste révolte spontanée antiautoritaire, de nature à la fois sociale, politique et culturelle, dirigée contre le patriarcat, le paternalisme, les structures autoritaires, le capitalisme, le consumérisme, et pour l'instauration de relations égalitaires dans le travail, les études, la famille, et, plus immédiatement, contre le pouvoir gaulliste en place.
Les événements de mai-juin provoquent la mort d'au moins sept personnes et des centaines de blessés graves dans les affrontements, aussi bien du côté des manifestants que des forces de l'ordre.

## Contexte

### Contexte économique
Paradoxalement, la crise de mai-juin 1968 survient au terme d'une décennie de prospérité inégalée. Sur le plan économique, c'est l'apogée des « Trente Glorieuses », avec un taux de croissance stable de l'ordre de 5 %. Le PIB par habitant en parité de pouvoir d'achat augmente lui aussi beaucoup pendant les années 1960, de l'ordre de 5 % par an. Les conditions de vie s'améliorent en parallèle : entre 1954 et 1968, le taux de foyers disposant d'une baignoire ou d'une douche passe de 10 % à la moitié, et ceux équipés d'une toilette d'un quart à la moitié. La société de consommation s'est installée dans les mœurs, sans que l'on prenne vraiment conscience de toutes ses implications ni des déséquilibres mondiaux qui se développent.
Toutefois, la société française est jugée très inégalitaire, l'indice de Gini est élevé : certains sont exclus de cette période d'enrichissement rapide.
En outre, cette croissance est aussi liée à la concurrence internationale accrue dans le cadre du marché commun européen lancé par étapes à la suite des traités de Rome de 1957. Les barrières douanières entre les Six sont levées le 1er juillet 1968. Dans ce contexte, la pression sociale et salariale s'accroît tandis que persistent de profondes inégalités :
- nombreuses fermetures d'usines dans le textile, la mécanique, la métallurgie ;
- entre 470 000 et 500 000 demandeurs d'emplois ;
- cinq millions de personnes sous le seuil de pauvreté ;
- deux millions de personnes perçoivent des salaires de l'ordre de 400 ou 500 francs par mois.

Depuis plusieurs mois, voire une année, des symptômes importants d'une détérioration de la situation économique française ont fait leur apparition. Le nombre de chômeurs s'accroît régulièrement : début 1968, ils sont déjà près de 500 000, soit un taux de chômage de 2 %. Les jeunes se trouvaient les premiers touchés et en 1967, le gouvernement doit créer l'ANPE. La grande grève des mineurs de 1963 a signalé le malaise d'un monde de la mine qui vit ses dernières années avant le début d'une crise fatale. Un nombre important de grèves se tiennent aussi entre 1966 et 1967, en région parisienne comme en province. Deux millions de travailleurs sont payés au SMIG et se sentent exclus de la prospérité, dont beaucoup d'ouvriers des usines, de femmes ou de travailleurs immigrés. Les salaires réels commencent à baisser et les travailleurs s'inquiètent pour leurs conditions de travail. Les syndicats s'opposent ainsi aux ordonnances de 1967 sur la Sécurité sociale. Des bidonvilles existent encore, dont le plus célèbre est celui de Nanterre, directement sous les yeux des étudiants.
Même les catégories les plus privilégiées ne sont pas sans motifs d'inquiétude : la massification de l'enseignement supérieur a entraîné sur les campus d'innombrables problèmes de locaux, de manque de matériel, de transports. En 1967-1968, le gouvernement reparle aussi de « sélection scolaire », ce qui inquiète les étudiants.

### Contexte politique

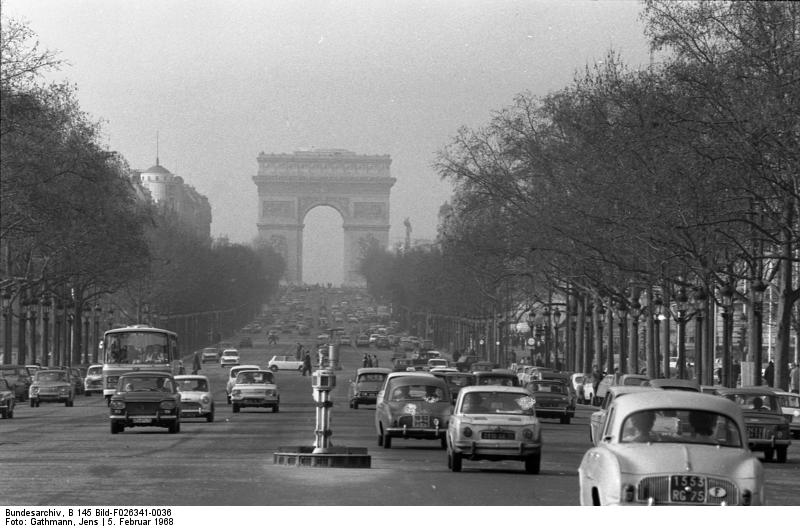
Paris, début 1968.

Sur le plan politique, le mouvement survient en une période d'usure de la République gaullienne, en place depuis 1958. En 1965, lors de la première élection présidentielle au suffrage universel direct tenue depuis 1948, le général de Gaulle a été mis en ballottage par François Mitterrand et Jean Lecanuet à la surprise générale. Aux élections législatives de 1967, sa majorité à l'Assemblée nationale se réduit à un seul siège. Les centristes tel Valéry Giscard d'Estaing assortissent de réserves critiques leur soutien au pouvoir (le « oui, mais » de 1967). Les démocrates-chrétiens tels Jean Lecanuet restent hostiles. L'extrême droite ne pardonne pas au général le procès de Vichy ou l'« abandon » de l'Algérie française. Les gaullistes s'irritent du maintien à Matignon de Georges Pompidou, jugé trop conservateur. Quant à ce dernier, une sourde rivalité l'oppose depuis 1965 au général de Gaulle, dont il lorgne en silence la succession. Le 13 mai 1968, le slogan « Dix ans, ça suffit ! » traduit dans les défilés une certaine lassitude de l'opinion.
De Gaulle était arrivé au pouvoir grâce à des tensions sociales particulières survenues autour du coup d'État du 13 mai 1958 en jouant habilement de circonstances exceptionnelles en apparaissant comme un recours après l'émeute du 13 mai et la prise du pouvoir par l'armée à Alger. De ce fait, aux yeux de ses opposants, la légitimité de son régime reste fortement entachée par les soupçons d'un « coup d'État » originel. En dépit des succès du pouvoir (fin de la guerre d'Algérie et de la décolonisation, résorption de la crise économique, monétaire et financière, croissance soutenue) et de l'acclimatation progressive de la Constitution française du 4 octobre 1958 renforçant le pouvoir exécutif par un régime semi-présidentiel, renforcé par l'élection du président de la République au suffrage universel direct et ayant recours durant plusieurs années aux référendums] (voir comme exemple le Référendum français sur l'élection au suffrage universel du président de la République), ses pratiques autoritaires suscitent une critique croissante. Ainsi l'ORTF, détentrice du monopole de l'audiovisuel, se fait ouvertement le relais de la propagande officielle. À Paris, le préfet Maurice Papon, responsable des tueries du 17 octobre 1961 et de l'affaire de la station de métro Charonne le 8 février 1962, n'a été remplacé qu'en 1967 par Maurice Grimaud, lettré humaniste venu de la gauche mendésiste. Par ailleurs, la politique extérieure de prestige de Charles de Gaulle et son nationalisme ne répondent pas nécessairement aux attentes plus matérielles, culturelles et sociales de la majorité des Français, vu son âge (78 ans). En mars 1968, un célèbre éditorial de Pierre Viansson-Ponté dans Le Monde constate que « la France s'ennuie », reprenant le constat prophétique de Lamartine sous le gouvernement Guizot quelques années avant la révolution de 1848.
Le Parti communiste français, de loin la première force de gauche, peine à se déstaliniser. Les bureaucraties d'URSS et d'Europe de l'Est répugnent aux jeunes militants d'extrême gauche, dont le modèle se situe désormais plutôt du côté de Cuba ou de la Chine.
Parallèlement, les gauches non communistes ne parviennent pas à sortir de leurs divisions et de leurs discrédits. Donc, un espace ouvert pour que des groupuscules « gauchistes » (trotskistes, prochinois, etc.) se multiplient en marge des grandes organisations officielles. La politisation et l'agitation sont entretenues dans la jeunesse, par exemple, par les comités Vietnam, formés majoritairement de lycéens et étudiants, qui dénoncent « l'impérialisme américain » visible par la guerre du Viêt Nam. La guerre froide fait aussi naître des idées antinucléaires.[réf. nécessaire]
Les universités de Clermont-Ferrand, Nantes, Montpellier ou Nancy sont en ébullition bien avant le Mouvement du 22 mars, qui leur fait référence dans ses premiers tracts.

### Origines culturelles
Mai 68 ne se comprend que dans un monde en rapide mutation. L'accélération de l'exode rural et de l'urbanisation, l'augmentation considérable du niveau de vie, la massification de l'éducation nationale et de l'université, l'avènement de la culture des loisirs, du spectacle et des médias de masse, représentent des changements accélérés et sans précédent en moins d'une génération.
Les années 1960 sont aussi celles de l'affirmation de la jeunesse (qui représente un tiers de la population) en tant que catégorie socio-culturelle et politique à part entière. En particulier, la jeunesse a maintenant sa propre culture, avec une presse qui lui est destinée (Hara-Kiri, Actuel), des émissions de radio très suivies (Salut les copains) ou ses chanteurs attitrés (les Rolling Stones, les Beatles, Johnny Hallyday, etc.). Elle a aussi ses propres malaises et ses propres revendications (notamment en matière de liberté sexuelle) que les pouvoirs publics et le monde adulte tardent à comprendre. La France a autorisé l'usage de la pilule contraceptive en décembre 1967, mais elle est encore peu répandue.
Sur le plan religieux, la France, encore très catholique, vient de suivre avec passion le concile Vatican II, qui a profondément rénové — mais aussi ébranlé — le catholicisme traditionnel, et surtout les mouvements d'action catholique. En particulier, les Scouts de France représentant à l'époque une part non négligeable des jeunes chrétiens, ont modifié les rapports hiérarchiques dans leurs structures en remettant en cause, à partir de 1964, un modèle de type militaire et introduisant la collégialité des décisions au sein des équipes. La Jeunesse étudiante chrétienne en ébullition doit être reprise en main par la hiérarchie dès 1964. Le mouvement des prêtres ouvriers, dont la condamnation est levée en 1965, reprend son essor. De nombreux chrétiens se préoccupent de rénover les relations des fidèles aux autorités religieuses, de revisiter les pratiques et les dogmes, voire de concilier foi et révolution.
Sur le plan sociologique, la dynamique de groupe s'est répandue pendant les années 1960 dans les formations des responsables de toutes les organisations et des entreprises. La mode est au débat.
Toutefois, les clivages sociaux sont encore extrêmement rigides. 92% des étudiants viennent encore de la bourgeoisie. Le paternalisme autoritaire est omniprésent. On commence à ouvrir des lycées « mixtes », mais de nombreux établissements scolaires sont encore réservés aux garçons ou aux filles. Celles-ci ne sont pas autorisées à porter le pantalon. Par ailleurs, il est interdit de fumer dans un établissement, et les garçons, dans les universités, n'ont pas le droit d'accèder aux internats de filles.
L'éducation n'a pas encore connu de réformes structurelles, et le décalage est criant entre les aspirations d'une jeunesse et les cadres moraux qu'ils ressentent comme dépassés.
Sur le plan philosophique, plusieurs auteurs ont eu une influence importante au moins sur une partie du mouvement, pendant et après : le freudo-marxiste Wilhelm Reich, dont le livre La fonction de l'orgasme paru en 1927 en anglais et son manifeste, La révolution sexuelle (en), est paru en 1936 ; le livre d'Herbert Marcuse L'Homme unidimensionnel, sous-titré Essai sur l'idéologie de la société industrielle avancée, paru en France en 1964 puis réédité en 1968 ; les ouvrages des membres de l'Internationale situationniste tels le Traité de savoir vivre à l'usage des jeunes générations, de Raoul Vaneigem, paru en 1967 ; La Société du spectacle, de Guy Debord, paru en 1967; et leur pamphlet collectif De la misère en milieu étudiant considérée sous ses aspects économique, politique, psychologique, sexuel, et notamment intellectuel et de quelques moyens pour y remédier ; À l'École normale supérieure de la rue d'Ulm, le philosophe communiste Louis Althusser a formé une génération de penseurs marxistes-léninistes français, qui forment l'embryon des premières organisations maoïstes.
Cependant, peu des penseurs éminents de l'époque prennent part en personne au mouvement, dont l'explosion les surprend autant que tout le monde. En général, ils sont initialement perplexes ou réservés, voire hostiles.
Une partie de la jeunesse radicalisée regarde avec fascination vers les mouvements révolutionnaires du tiers-monde : Ho Chi Minh, Che Guevara, Fidel Castro servent de modèle pour certains, et l'irruption sur la scène chinoise des jeunes gardes rouges donne l'impression que la jeunesse en tant que telle peut avoir un pouvoir politique dans la société et remettre en cause l'autorité des adultes et des pouvoirs. On suit aussi attentivement les luttes menées aux États-Unis par le mouvement d'émancipation des Noirs, ou encore par les sit-in et les diverses recherches du mouvement hippie et étudiant, notamment à l'université de Berkeley. En avril 1968, des incidents retentissants opposent étudiants du Mouvement des étudiants allemands socialistes (Sozialistischer Deutscher Studentenbund) et autorités de l'Allemagne de l'Ouest. Le caractère international de ces mouvements permet de replacer les événements français au sein d'une dynamique mondiale.

### Origines immédiates
Le Mouvement du 22 Mars, prenant le relais de la contestation menée par de petits groupes (tels les situationnistes, les enragés de René Riesel et les anarchistes), se fait connaître ce jour-là en occupant la salle du conseil des professeurs au dernier étage du bâtiment B, la tour administrative de la faculté de Nanterre. Sa principale revendication est la protestation contre des arrestations d'étudiants opérées deux jours plus tôt lors d'une manifestation contre la guerre du Viêt Nam. Le 2 mai 1968, une journée « anti-impérialiste » est organisée à l'université de Nanterre, conduisant notamment à l'interruption d'un cours de René Rémond. Le doyen Pierre Grappin décide alors la fermeture administrative de la faculté, ce qui provoque la diffusion du mouvement de contestation, dès le lendemain, au Quartier latin et à la Sorbonne, et le début, proprement dit, de Mai 68,,.
Antiautoritaire, le mouvement est porteur d'un idéal politique très libertaire au sens des libertés individuelles et très critique vis-à-vis de la société de consommation, de l'autoritarisme, de l'impérialisme. Le mouvement joue aussi de thèmes touchant à la vie de tous les jours, comme le droit d'accès pour les garçons aux résidences universitaires des filles et la libération de la sexualité.
Mouvement spontanéiste, le 22 mars émerge par sa pratique systématique de l'action directe (occupations de bâtiments administratifs, notamment) et se développe grâce à la démocratie directe en assemblées générales ouvertes à tous. Tout en refusant l'institutionnalisation en « organisation », il provoque un processus d'auto-organisation des étudiants « ici et maintenant ».

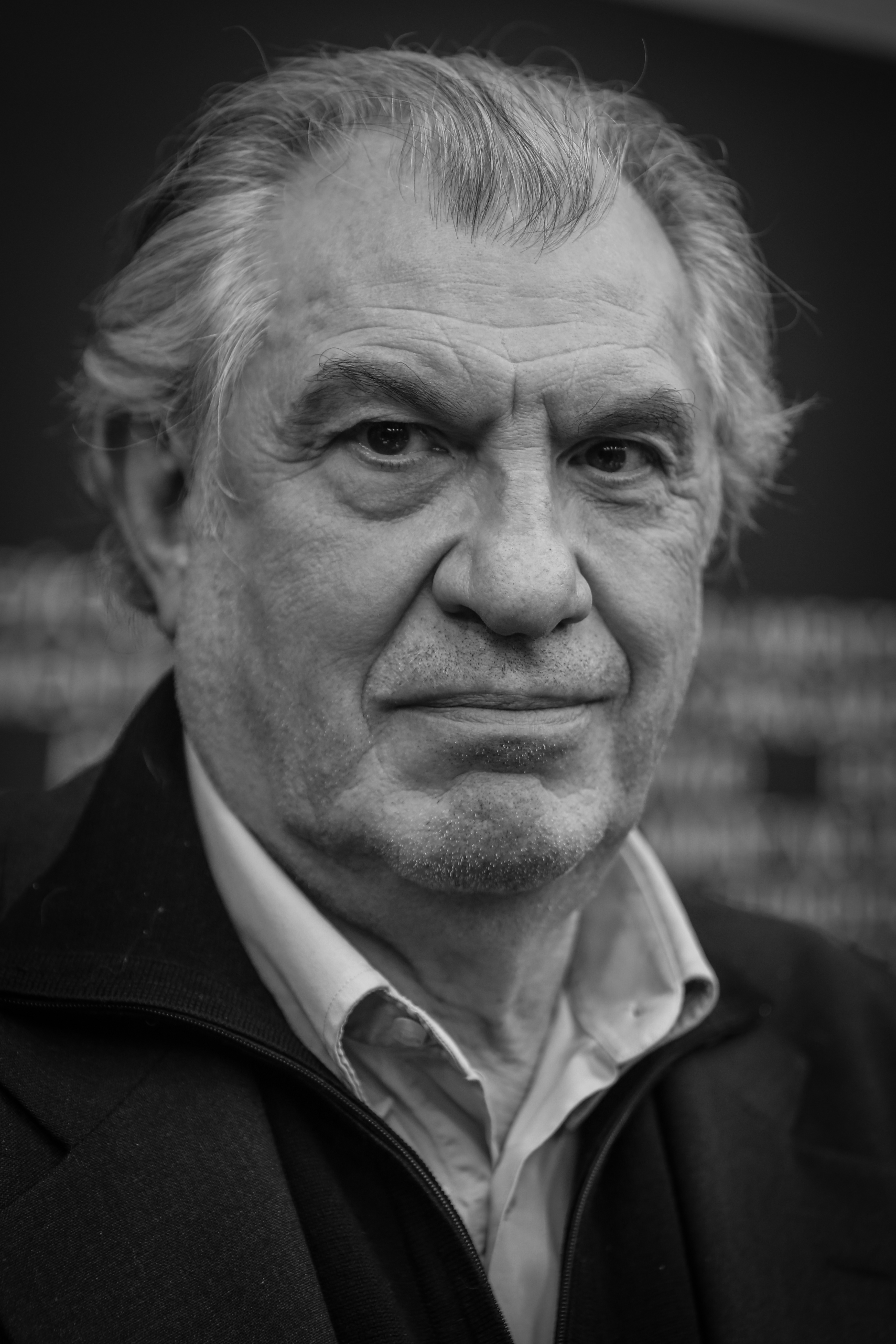
Serge July

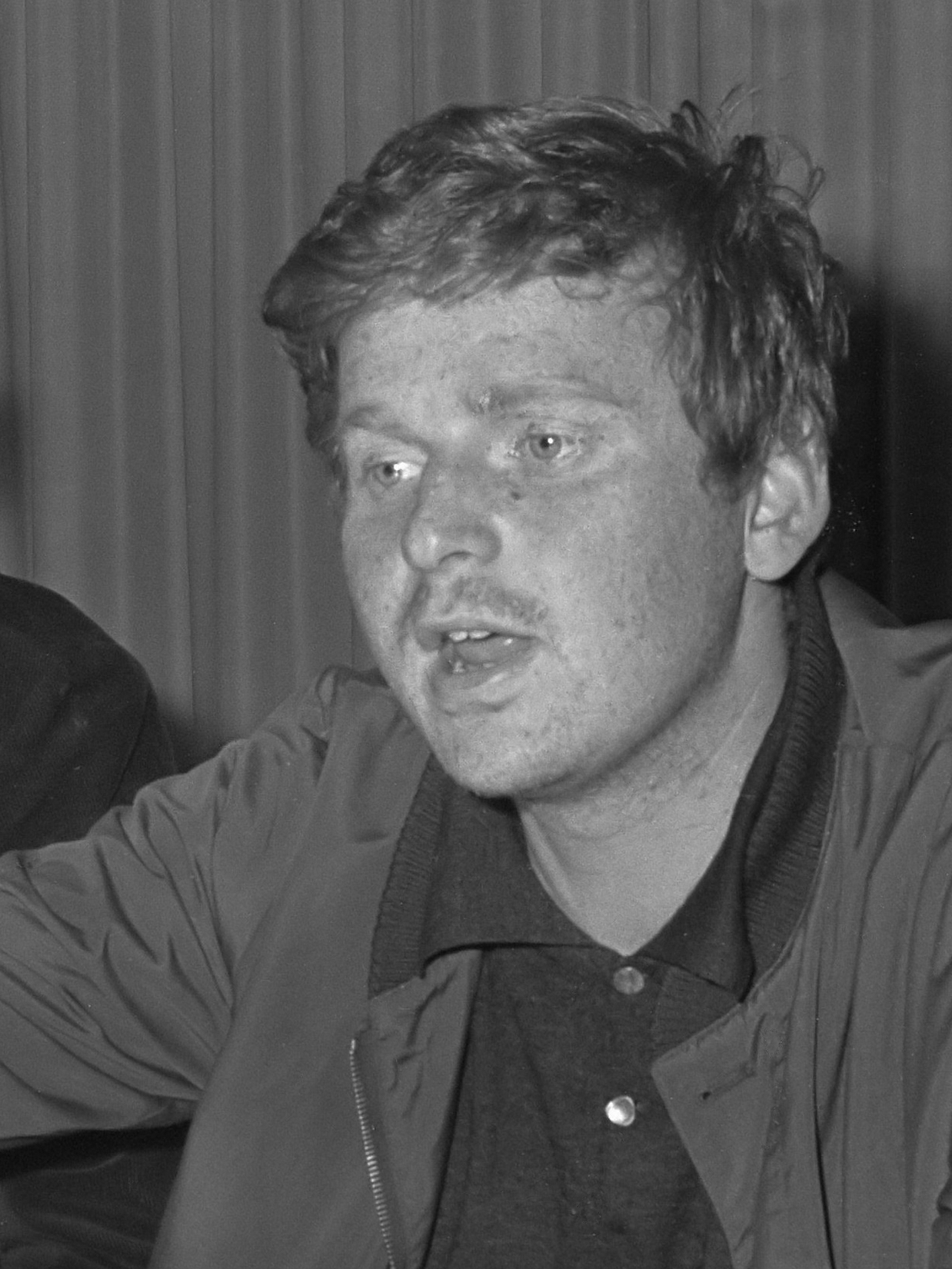
Daniel Cohn-Bendit en 1968.

Il n'y a pas eu à proprement parler de « figures de proue » du mouvement, qui est demeuré « multiforme » et sans organisation centralisée. Certains sont cependant devenus, a posteriori, des emblèmes du mouvement, même si leurs discours, singuliers, ne sauraient résumer la diversité d'opinions qui existaient au sein du mouvement et si, pour certains, ce discours postérieur a parfois consisté à réécrire les événements : parmi eux, Serge July et Daniel Cohn-Bendit,. Ce dernier a publié son autobiographie, "Le Grand Bazar", aux Editions Denoël, dès 1975. Ce livre est la première publication de la photo Daniel Cohn-Bendit face à un CRS devant la Sorbonne, de Gilles Caron, cinq ans après son décès, utilisée en couverture de l'ouvrage et l'une des plus médiatisée au XXIe siècle.
L'écrivain Robert Merle (prix Goncourt 1949), professeur d'anglais à la faculté de Nanterre, a consacré un roman entier, Derrière la vitre, à la journée du 22 mars et à celles qui l'ont précédée. On y retrouve beaucoup de figures de l'époque, ainsi qu'une analyse des causes et rêves du mouvement. Cet ouvrage sur les événements, est complété par celui de Kristin Ross sur les discours qui ont été tenus sur Mai 68, de 1968 à nos jours.
Les causes de ce mouvement sont diverses. Des analyses évoquent l'idée qu'une grande rigidité cloisonnait les relations humaines et les mœurs et celle d'un début de dégradation des conditions matérielles après la période de reconstruction suivant la Seconde Guerre mondiale. À l'époque, de nombreux bidonvilles jouxtent Paris, notamment celui de Nanterre. Les étudiants qui se rendaient dans la faculté fraîchement construite découvrirent ce milieu, la pauvreté, la condition ouvrière. Le mécontentement naissant dans le milieu étudiant sera relayé par celui qui se profilait depuis plusieurs années dans le secteur ouvrier.

## Événements

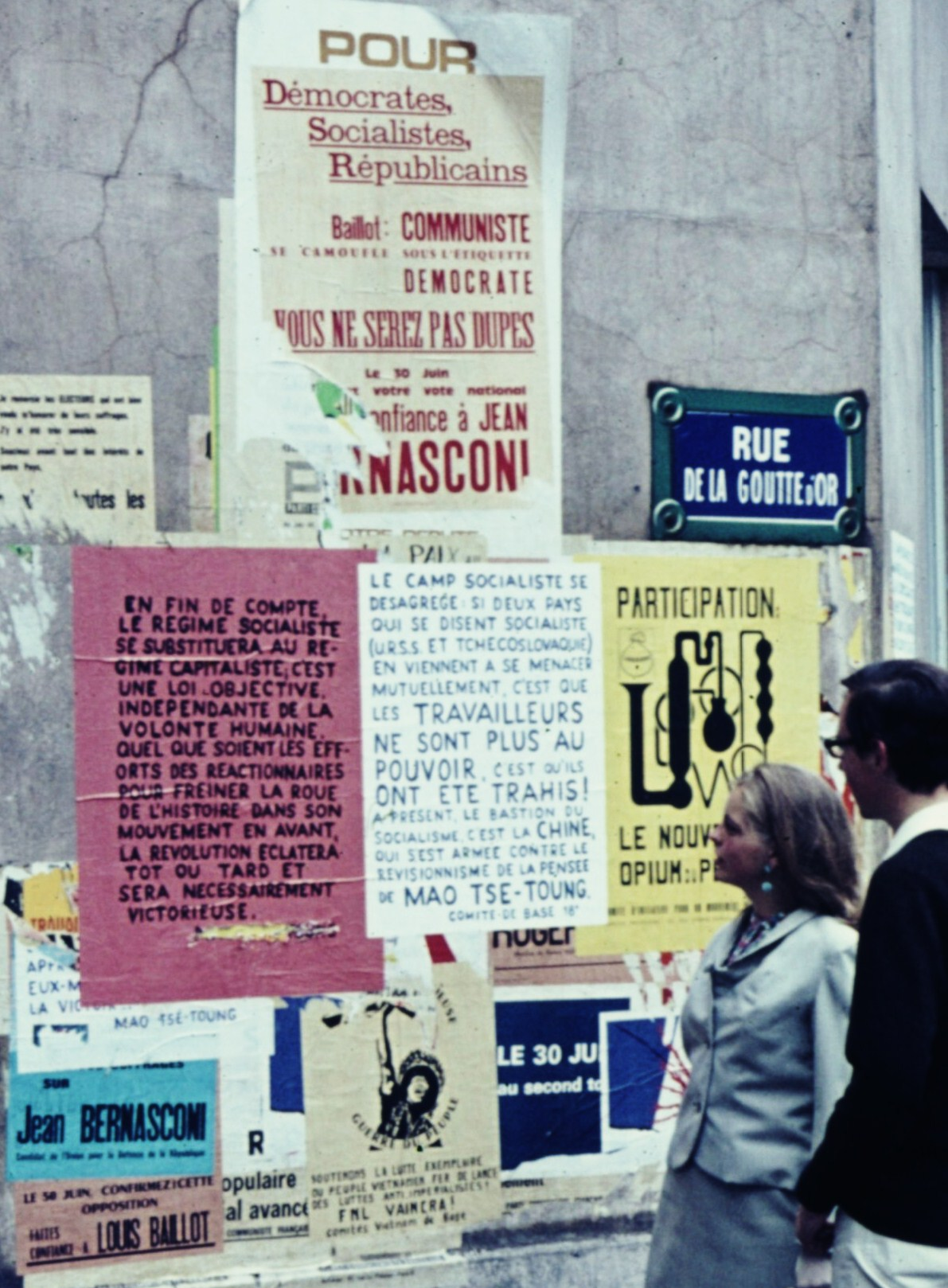
Paris en juillet 1968.

Les événements superposèrent essentiellement un mouvement étudiant et un mouvement ouvrier, tous deux d'exceptionnelle ampleur. Au-delà des revendications matérielles ou salariales, et de la remise en cause du régime gaullien installé depuis 1958, ils virent se déployer une contestation multiforme de tous les types d'autorité. Une partie active du mouvement lycéen et étudiant revendiqua notamment la « libéralisation des mœurs », et au-delà, contesta la « vieille Université », la société de consommation, le capitalisme, le patriarcat, le paternalisme et la plupart des institutions et valeurs traditionnelles.
Le « Mai français » s'inscrit par ailleurs dans un ensemble d'événements dans les milieux étudiants et ouvriers d'un grand nombre de pays. Il ne se comprend pas sans ce contexte d'ébullition générale de part et d’autre du rideau de fer, notamment en Allemagne, en Italie (Mai rampant), aux États-Unis, au Japon, au Mexique et au Brésil, sans oublier la Tchécoslovaquie du printemps de Prague ou la Chine de la révolution culturelle.
Pour la politiste Isabelle Sommier, le caractère international de Mai 68 s'explique par la crise internationale des partisans du marxisme à cette époque, l'émergence d'une sociabilité autonome de la jeunesse, les problèmes structurels apportés par la démocratisation des universités, et le rejet de la guerre du Vietnam.
En France, ces événements prennent cependant une coloration particulière car d'importantes manifestations d'étudiants sont rejointes à partir du 13 mai 1968 par la plus importante grève générale du XXe siècle en France, dépassant celle survenue en juin 1936 lors du Front populaire. Elle paralyse complètement le pays pendant plusieurs semaines et s'accompagne d'une recherche effrénée de prise de parole, d'une frénésie de discussions, de débats, d'assemblées générales, de réunions informelles et d'auto-organisation pour la fourniture de nourriture, et de recherche de plaisirs, dans la rue, à l'intérieur des organismes, des entreprises, des administrations, des lycées et des universités, des théâtres, des maisons de jeunes, des maisons de la culture, et plus généralement dans tout le pays, ses villages, ses cités et dans les familles.
Explosion souvent confuse et complexe, parfois violente, plus souvent encore ludique et festive, Mai 68 apparaît comme un moment d'illusion révolutionnaire lyrique, de foi ardente et utopique en la possibilité d'une transformation radicale de la vie et du monde. Ce que refléta notamment une prolifération d'affiches, de graffiti et de slogans imaginatifs, dont l'un est « Élections, piège à cons », etc.
Parfois qualifiée de « révolution manquée », et malgré le large recours à la rhétorique et aux symboles des révolutions françaises précédentes — barricades, drapeaux rouge et noir —, Mai 68 ne vit en réalité aucune tentative de putsch ni de guerre civile, bien que plusieurs organisations et mouvances révolutionnaires, gauchistes, anarchistes et situationnistes, aient lutté activement dans le mouvement et participé à son organisation.

## Phases

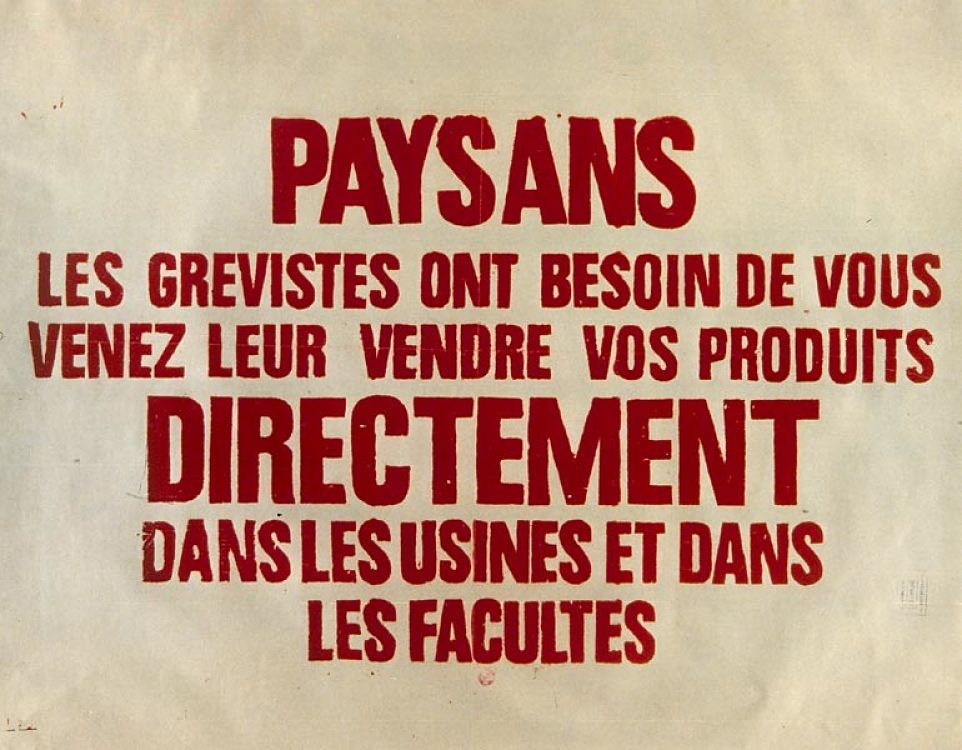
Une affiche de Mai 68 (non signée).

Les historiens divisent classiquement le déroulement de Mai 68 en trois phases, une « période étudiante » du 3 au 13 mai (le 13 mai est la date de la grande grève qui a mobilisé tous les secteurs), une « période sociale » du 13 au 27 mai (la date des accords de Grenelle), et une « période politique » du 27 mai au 30 juin (date des élections législatives).
Avant comme après le rejet par la base, le 27 mai, des accords de Grenelle, négociés par le Premier ministre Georges Pompidou avec les syndicats, Charles de Gaulle apparaît dépassé par les événements. Après sa disparition-surprise de 24 heures le 29 mai, il revient de Baden-Baden, quartier général de l'armée française en Allemagne, et reprend l'initiative en décrétant le 30 mai la dissolution de l'Assemblée nationale.
La lassitude et le retournement de l'opinion publique, initialement favorable au mouvement, amènent un raz-de-marée gaulliste aux élections anticipées du 30 juin. Les grèves cessent progressivement courant juin et les hauts lieux de la contestation, tels que la Sorbonne et l'Odéon à Paris, et les grandes usines, sont évacués par la police.
Mai 68 a suscité, dès l'époque, de nombreuses controverses et interprétations divergentes sur sa nature et sur ses causes, comme sur ses héritages. Il s'est prolongé en ouvrant la voie aux nouvelles formes de contestation et de mobilisation des années 1970 (nouveaux mouvements sociaux) telles que l'autogestion, l'écologie politique, les mouvements féministes, le « retour à la terre » avec des communautés alternatives ou bien la Lutte du Larzac, l'effervescence des luttes de libération (armées) en Corse, au Pays Basque, en Bretagne, en Alsace et aussi du nationalisme occitan, qui comporte comme les quatre autres exemples des composantes syndicales, culturelles, des organisations de masse et de jeunesse.
Au-delà du Mouvement autonome, qui est l'héritier plus ou moins direct des émeutes de 1968, l'événement a eu un impact considérable sur le plan social et surtout culturel, en étant à l'origine de nombreux « acquis sociaux » et de nombreuses réformes sociétales des années suivantes.

## Résumé général des événements

### Forces en présence

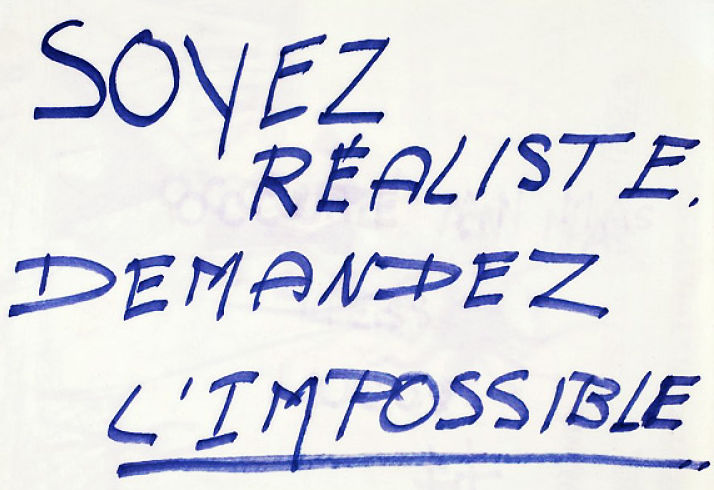
Soyez réalistes, demandez l'impossible, affiche de Mai 68.

L'éclatement de la crise surprit le pouvoir, ainsi que pratiquement toutes les organisations, partis et syndicats organisés. Le camp du pouvoir ne fut pas plus uni que celui de la contestation. Le Parti communiste français et la CGT, refusèrent dans un premier temps de joindre leur cause à celle des étudiants vus comme « bourgeois » et a fortiori de leurs dirigeants d'inspiration libertaire ou issus des divers groupuscules gauchistes. Ceux-ci étaient souvent eux-mêmes divisés (maoïstes, trotskistes, etc.), dans sa frange la plus nombreuse, libertaire anti-léniniste, et incertains quant à l'attitude à avoir face au mouvement. Au sommet de l'État, la crise aggrava les divergences entre le général de Gaulle, peu compréhensif envers ce qu'il qualifie le 19 de « chienlit », et partisan d'une répression immédiate, et son Premier ministre, Georges Pompidou, qui préféra jouer la carte de la modération et de la compréhension pour mieux laisser le mouvement s'essouffler de lui-même. Les forces centristes et les gauches non-communistes (Pierre Mendès France, François Mitterrand) tentèrent difficilement de canaliser vers la construction d'une autre possibilité politique que le régime gaullien un mouvement antiautoritaire largement indifférent à la question de la prise du pouvoir.

### Déroulement d'ensemble

#### Vendredi 3 mai

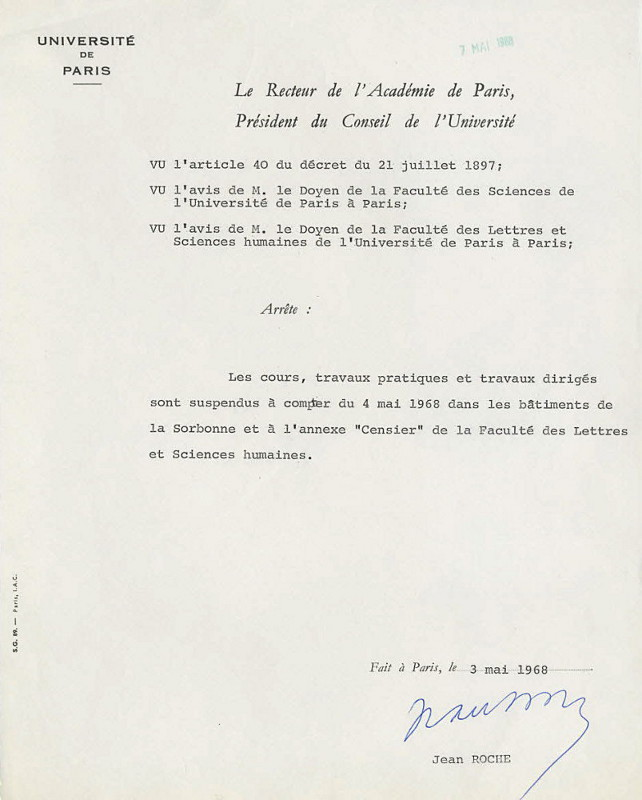
Arrêté du recteur de l’Académie de Paris suspendant les cours à la Sorbonne, le 3 mai 1968. Archives nationales 20020476/301

Le vendredi 3 mai, la cour de la Sorbonne est occupée par 150 à 400 manifestants selon les sources, dont une partie venus de Nanterre, fermée par le doyen Pierre Grappin après des affrontements. Plusieurs orateurs s'expriment dans des mégaphones lors du rassemblement dans la cour. Parmi eux, l'un des sept étudiants qui doivent passer en conseil de discipline à Nanterre le lundi suivant, Daniel Cohn-Bendit est filmé par l'ORTF. Ces images du 3 mai ne sont diffusées que deux semaines plus tard, le 14 mai, dans un reportage du magazine Zoom qui a subi de nombreuses coupes au montage.
Des étudiants s'arment de bâtons et de pierres, présentés comme "matériel anti-fasciste", car une rumeur annonce que le mouvement d'extrême droite Occident va organiser une marche sur l'établissement pour le faire évacuer par la violence. Le recteur de l'académie de Paris, président du conseil de l'université, requiert les forces de police pour « rétablir l'ordre en expulsant les perturbateurs ». La Sorbonne est évacuée de force, de nombreux étudiants arrêtés, mais des étudiantes appellent à les libérer. Dans la soirée, des centaines d'étudiants et de passants affrontent violemment les forces de l'ordre. Selon un rapport de police : « Ils appliquent une technique de harcèlement ponctuée de heurts sévères, mais de courte durée. À 20h25, trois commissaires […], conjuguant les efforts de leurs effectifs, dégagent les abords du Luxembourg au prix d'actions vigoureuses et en s'aidant de grenades lacrymogènes. Des ébauches de barricades sont successivement abandonnées par des manifestants agressifs qui, pour dégager certains des leurs, se ruent en bandes sur nos effectifs ». 574 personnes sont arrêtées, dont Jacques Sauvageot, le dirigeant de l'UNEF, principal syndicat étudiant, mais aussi José Rossi, Hervé Chabalier, Henri Weber, Guy Hocquenghem, Daniel Cohn-Bendit, Brice Lalonde, Bernard Guetta ou Alain Krivine.
Cette intervention des forces de l'ordre à la Sorbonne, à la demande du recteur Jean Roche, sans préavis ni négociations, est très mal vécue par les étudiants, qui se pensaient protégés par le statut universitaire. Dès le 4 mai, le doyen de Nanterre, Pierre Grappin, le doyen de la Faculté des sciences de Paris, Marc Zamansky, et l'ancien recteur Jean Capelle critiquent cette violation du sanctuaire universitaire.
La journée d'émeute fait 481 blessés à Paris : 279 étudiants et 202 policiers.

#### Lundi 6 mai

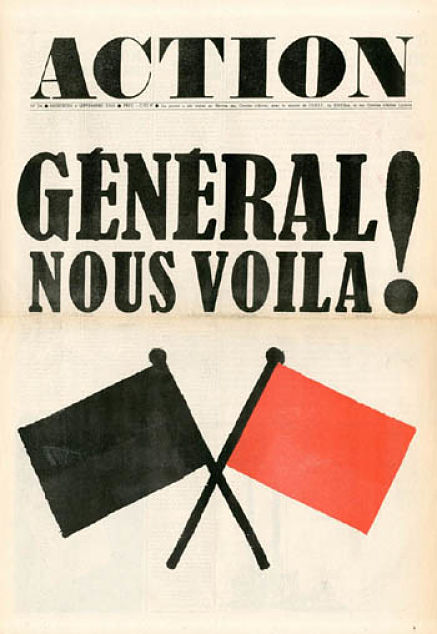
Couverture d'un numéro du journal Action.

Le 6 mai, huit étudiants de Nanterre, dont Daniel Cohn-Bendit, Jean-Pierre Duteuil et René Riesel, sont convoqués par le rectorat en commission disciplinaire ; les professeurs de Nanterre Henri Lefebvre, Guy Michaud, Alain Touraine et Paul Ricœur les accompagnent en soutien.
Les étudiants réagissent aussitôt par des manifestations violentes contre les forces de l'ordre : jets de pavés, puis barricades. Ces manifestations reprennent ensuite à l'annonce de peines de prison pour les manifestants, pendant lesquelles commencent à fleurir les slogans libertaires. Le bilan est de plus de 300 policiers blessés et 422 arrestations.
Le président du SNEsup (syndicat des enseignants du supérieur), Alain Geismar, décide de soutenir les manifestants. Les membres du parti communiste et de certaines organisations d'extrême gauche (maoïstes de l'UJC(ml), derrière Robert Linhart) sont d'abord pris de court : pour eux, la révolution est censée venir des ouvriers, et non des étudiants ; de plus, les revendications du Mouvement du 22 Mars leur paraissent « puériles », « petit-bourgeoises » et surtout « gauchistes ». Après un moment de flottement, ils essayent toutefois de gagner les ouvriers à cette « révolte ». La CGT, pour sa part, ne les suit pas et son secrétaire général de l'époque, Georges Séguy, s'en explique plus tard devant les médias : « Cohn-Bendit, qui est-ce ? Sans doute faites-vous allusion à ce mouvement lancé à grand renfort de publicité qui, à nos yeux, n'a pas d'autre objectif que d'entraîner la classe ouvrière dans des aventures en s'appuyant sur le mouvement des étudiants ».
Des manifestations de soutien aux étudiants parisiens ont lieu à Strasbourg et à Brest, tandis qu'au contraire à Dijon plusieurs centaines d'étudiants défilent aux cris de « Pas de Nanterre à Dijon », entre autres slogans.
Le 7 mai, Jean Schalit, ex-dirigeant de l'Union des étudiants communistes (UEC) qui avait rénové son organe de presse, Clarté, fonde le journal Action, auquel participent Reiser, Siné, Wolinski, ainsi que Jean-Paul Dollé, Jean-Marcel Bouguereau, Guy Hocquenghem, Bernard Kouchner, André Glucksmann. D'hebdomadaire, celui-ci devient rapidement quotidien, tirant jusqu'à cent mille exemplaires qui sont vendus dans la rue.

#### Vendredi 10 mai

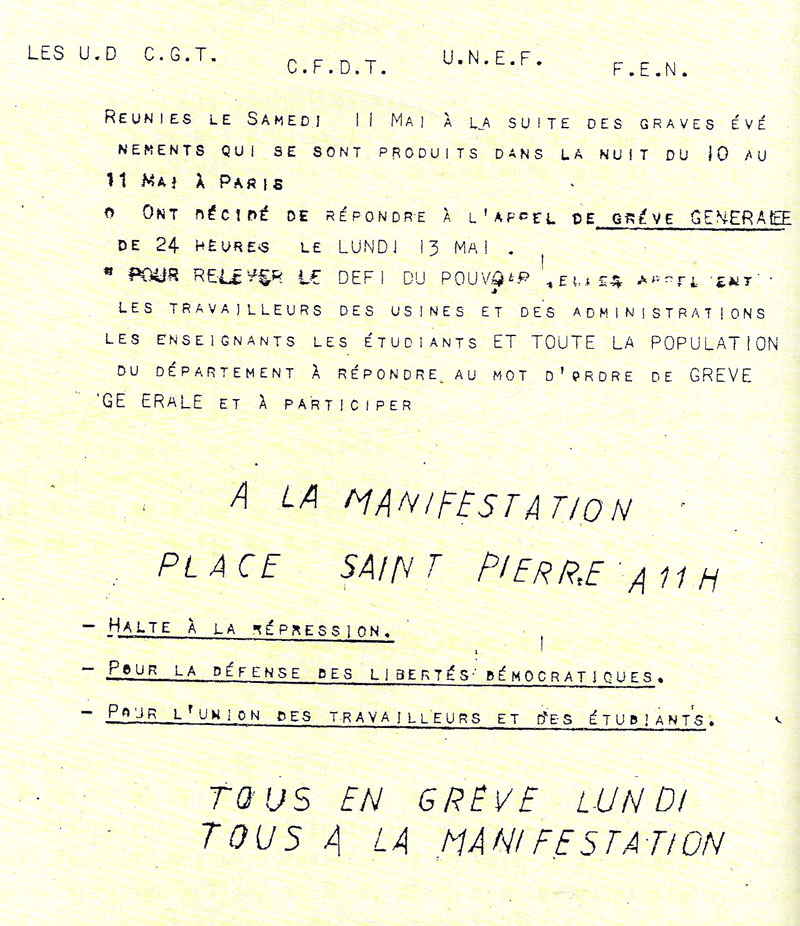
Tract appelant à la manifestation à la suite des événements parisiens du 10 mai.

Après une manifestation place Denfert-Rochereau qui a rassemblé en fin d'après-midi 20 000 lycéens et étudiants (12 000 personnes selon la police), dans la nuit du 10 mai au 11 mai, les étudiants et lycéens occupent le Quartier latin et dressent plusieurs dizaines de barricades qui sont finalement prises d'assaut, à partir de deux heures du matin, par 6 255 policiers : c'est la « nuit des barricades ». La dernière barricade rue Thouin tombe à 5 heures 30.
Au petit matin : 125 voitures détériorées, 63 incendiées, des rues dévastées et dépavées, comme après une scène de guerre, 247 policiers blessés et au moins une centaine de manifestants « dont le nombre est impossible à déterminer, la plupart ne s'étant pas fait connaître ». Au total, 469 personnes sont interpellées. Parmi elles, selon les sources policières, on trouve Patrick Topaloff, Michel Vauzelle ou Évelyne Pisier.
Entre autres, Alain Krivine ou Hervé Chabalier, de la JCR, Daniel Cohn-Bendit, du Mouvement du 22 Mars, de nombreux « vieux » de l'Union des étudiants communistes (Alain Forner, André Sénik, Jean-Louis Peninou, Michel Butel, Prisca Bachelet, Serge July) ou de l'UNEF, René Riesel, Guy Debord, de l'Internationale situationniste, sont présents lors de ces manifestations.
Dans le Journal du dimanche, Philippe Labro lance un « bravo ! » aux radios privées RTL et Europe1 dans les colonnes du JDD, le dimanche 12 mai, au lendemain de la première nuit des barricades de Mai 68 qu'elles ont couvertes en direct en utilisant les fréquences de la police, alors que l'ORTF y a renoncé déclenchant une violente contestation de ses émissions par les contestataires.
Face à la répression policière, la population (y compris les professeurs) a tendance, depuis les premiers jours, à éprouver majoritairement plutôt de la sympathie pour les étudiants. À l'aube, syndicats et partis appellent à une démonstration de solidarité pour le surlendemain. Le Centre catholique des intellectuels français (CCIF), dirigé par René Rémond, qui, en voyage en Italie, délègue ses pouvoirs à Jean-Marie Mayeur, s'abstient prudemment de toute déclaration concernant l'agitation étudiante, ne condamnant ni ne soutenant le mouvement ; le professeur d'histoire Pierre Riché compare celui-ci aux contestations étudiantes du XIIIe siècle. Les professeurs sont en effet divisés : à Nanterre, Anne Zink, Claude Willard, Denise Grodzynski, François Billacois, Jean-Claude Hervé, Pierre Goubert et Simone Roux sont plutôt favorables aux revendications étudiantes, sinon à leur forme; Jacques Heers, Frédéric Mauro, François Crouzet, François Caron ou André Chastagnol s'y opposent.
À Strasbourg, la faculté de Lettres est occupée ; à Aubagne les collégiens se mobilisent, revendiquant notamment la présence de délégués dans les conseils de discipline et conseils de classe ; à Marseille 2 000 lycéens se placent à l'entrée de la faculté de sciences.
Le 11 mai, de retour d'Afghanistan, le Premier ministre Georges Pompidou cède aux revendications du SNESup et de l'UNEF et ordonne la réouverture des universités. Il exige que les forces de police quittent la Sorbonne, afin de calmer la situation. On croit alors qu'il tergiverse et cède, mais en réalité ce mouvement est tactique : il espère que les excès des étudiants déconsidéreront leur mouvement au regard de l'opinion. Sceptique face à cette ligne de modération tactique, le général de Gaulle reste pour l'heure à l'écart, en se réservant la possibilité d'intervenir si besoin.

#### Appel à la grève du dimanche 12 mai
Le 12 mai, la CGT lance un appel à la grève générale pour le lendemain. L'avant-veille, soir du 10 mai, le magazine télévisé Panorama, présentant ce qui se passait depuis le début du mois de mai, avait été censuré. Le samedi, les personnels de l'ORTF s'insurgent contre cette censure par un communiqué à l'AFP, le jour où les images sur les violences policières de la nuit de vendredi à samedi ont "bouleversé la France entière" ou presque, rappelle l'historienne Michelle Zancarini-Fournel. L'appel de la CGT est repris par les étudiants, la SNESup, un syndicat enseignant, la CFDT et la FEN (Fédération de l’Éducation Nationale) et Force Ouvrière. "Les appels syndicaux à la grève générale de vingt-quatre-heures insistent tous sur la solidarité entre étudiants et ouvriers : là où deux mondes demeuraient le plus souvent séparés, la violence policière vient les rapprocher", selon l'historienne Ludivine Bantigny dans son livre 1968.
Cet appel à la grève des 5 principaux syndicats suit de très longues tractations entre eux, de 10h à 18h, à la Bourse du Travail de Paris,. Alain Geismar, secrétaire général du SNESup, insiste pour que les figures du mouvement étudiant soient en tête du cortège juste à côté des leaders syndicaux qui n'en voulaient pas en raison du climat de violence verbale des deux précédentes semaines.
La "popularité du mouvement" fait que "tout le monde défile ensemble", derrière un "mot d'ordre commun" ("Dix ans ça suffit!"), qui "rassemble", car pour la première fois depuis le retour au pouvoir de Charles de Gaulle en 1958, le régime est remis en cause, expliquera Alain Geismar, secrétaire général du SNESup.

#### Lundi 13 mai

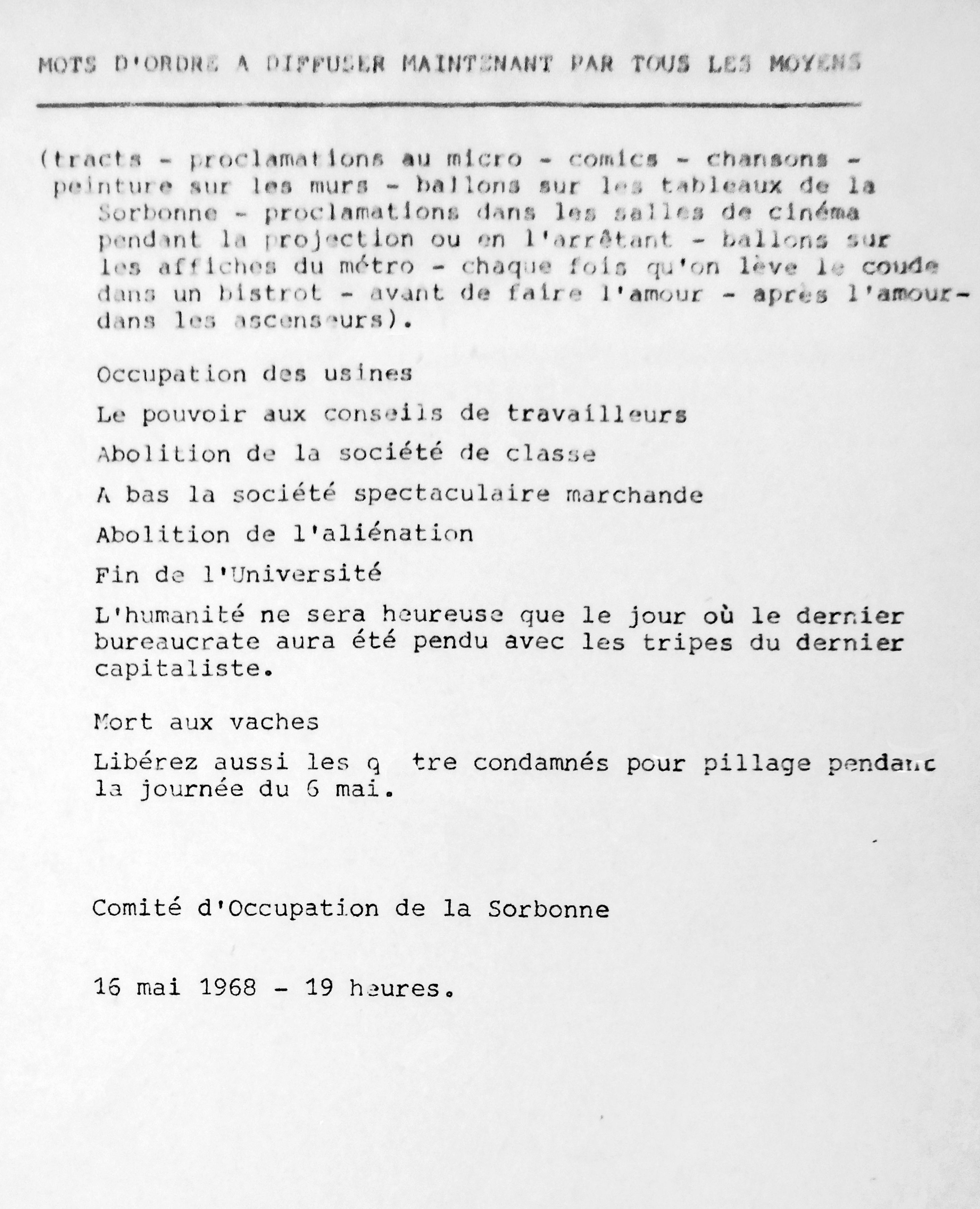
Tract situationniste-enragés du comité d'occupation de la Sorbonne du 16 mai 1968.

Le lundi 13 mai, une immense manifestation composée de lycéens, d'étudiants et de grévistes ouvriers et employés venus de toute la France traverse Paris.
Au milieu de l'après-midi toutes les artères principales situées dans un polygone Gare de l'Est, Gare du Nord, Bonne Nouvelle, Châtelet, Bastille, République sont pleines des manifestants. Le syndicat CFDT, la CGT et la FEN parlent d'un million de manifestants.
Les estimations les plus sérieuses (surface occupée par la foule des manifestants) font état de 500 000 personnes. La préfecture de police en dénombre 230 000, mais l'ORTF en annonce 171 000.
Les syndicats revendiquent également un total un million de manifestants dans une trentaine d'autres villes du pays.
Jean-Paul Sartre et Simone de Beauvoir avaient demandé les jours précédents à rencontrer une délégation de Nanterre, où une assemblée générale a mandaté deux représentants, Alain Geismar et Herta Alvarez, lycéenne de 18 ans, fille d'anarchistes espagnols. Reçus chez Simone de Beauvoir jusqu'à 2 heures du matin, ils soulignent « l'humilité de Sartre, vérifiant qu'il comprend bien ». Cette nuit de discussion vise aussi à écarter Alain Geismar d'éventuelles violences.
Une semaine plus tard, le 20 mai, Sartre va aussi interviewer Daniel Cohn-Bendit sur le « programme » et les « objectifs » à long terme des étudiants, même si ce dernier refuse catégoriquement qu’il y en ait, car "définir un programme" serait "inévitablement paralysant" et car "ce désordre (…) permet aux gens de parler librement". Daniel Cohn-Bendit écrit un mois après que "Personne chez nous n’a lu Marcuse. Certains lisent Marx, bien sûr, peut-être Bakounine, et, parmi les auteurs contemporains, Althusser, Mao, Guevara, Henri Lefebvre. Les militants politiques du Mouvement du 22 mars ont à peu près tous lu Sartre".
Finalement la Sorbonne sera rouverte, sur ordre du Premier ministre Georges Pompidou et restera un des foyers de la contestation.

### Grève au lendemain du 13 mai
Le débrayage général commence le jour de la manifestation puis, compte tenu de son énorme succès, se poursuit le lendemain, le mardi 14 mai.
Au petit jour, 500 métallos de l'usine Claas de Woippy (Moselle), débraient, relayés quelques heures plus tard par les ouvriers de l'usine Sud-Aviation à Bouguenais, qui est la première usine occupée, en référence aux occupations de 1936. Puis, la grève s'étend petit à petit à tout le pays. L'appel également lancé de la Sorbonne le 16 mai par le comité d'occupation pour l'occupation immédiate de toutes les usines en France et la formation des conseils ouvriers suscite les craintes des autorités (communiqué de 19 heures de Pompidou).
Le chef de l'État, le général de Gaulle, en voyage officiel en Roumanie du 14 mai au 19 mai, n'accorde initialement pas beaucoup d'attention à ces manifestations. Il laisse son Premier ministre s'en occuper : on dira de celui-ci plus tard que « rares sont les hommes politiques, tel M. Pompidou, pour encaisser à ce point pendant les insultes »[réf. nécessaire].
Les situationnistes se retirent de la Sorbonne le 17 mai après avoir constaté l'impossibilité de faire respecter la démocratie directe, qu'ils avaient tenté d'instaurer par le comité d'occupation élu, et s'en vont créer le Conseil pour le maintien des occupations, rue d'Ulm, pour tenter de susciter l'auto-organisation du prolétariat ouvrier dans les usines. Les différents léninistes présents dont les JCR s'emparent alors du pouvoir de la Sorbonne, qu'ils ne lâchent plus jusqu'à son évacuation au mois de juin après la défaite de la grève.

### Grève générale

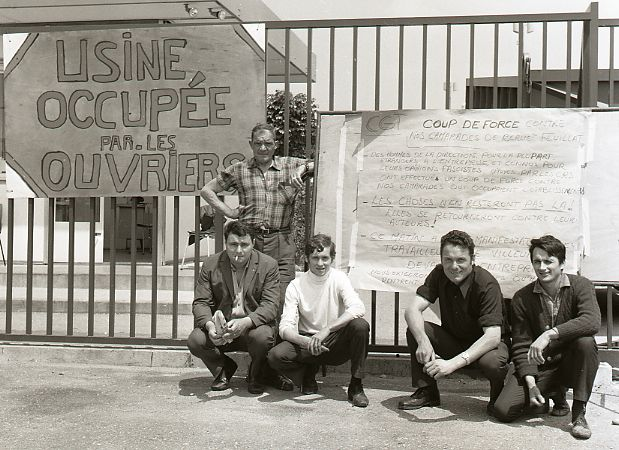
Des travailleurs en grève devant leur usine occupée en juin.

Sans mot d'ordre aucun, et à la surprise des responsables de chaque camp, la grève générale symbolique prévue pour le 13 mai ne s'arrête pas ce jour-là. Le mouvement ne fait au contraire que s'étendre rapidement dans les jours qui suivent : c'est la première grève générale sauvage de l'Histoire. C'est aussi la première fois qu'une grève générale paralyse un pays parvenu au stade de la société de consommation.
Des grèves et occupations d'usine spontanées se multiplient. La première a lieu à l'usine Sud-Aviation Bouguenais, en Loire-Atlantique, le 14 mai avec 2 682 salariés ; cette grève ouvrière à Nantes sera à la fois du premier et du plus long des mouvements ouvriers de Mai 68, prenant fin le 14 juin. Dans le Nord Pas-de-Calais, où la plus grande manifestation a eu lieu dès le 11 mai, 85% des mineurs sont en grève et des meetings géant se succèdent chez Usinor-Denain. Le 22 mai, dix millions de salariés ne travaillent pas (en grève ou empêchés de travailler).
Le Journal du dimanche est le premier à informer dès le dimanche 19 mai, en première page, de l'extension rapide de la grève avec occupation des locaux dans plus de cent grandes entreprises, au moment où démarre la grève des techniciens et journalistes de l'ORTF.
Les syndicats, débordés par la poursuite de cette grève spontanée au-delà de la journée du 13 mai, reprennent petit à petit la tête du mouvement. L'acceptation par les « grévistes sauvages » de leur autorité immobilise la grève dans une situation de statu quo qui perdure jusqu'au 30 mai[réf. nécessaire]. De la sorte, les portes des usines se referment devant les manifestations des étudiants venus défiler à Billancourt, au grand dam des « gauchistes » qui rêvent d'une union sacrée entre intellectuels et ouvriers. Mais les ouvriers eux-mêmes se méfient de ces étudiants qu'ils identifient à la classe montante de leurs dirigeants actuels. Cependant, les syndicats, par cette action, n'isolent pas seulement les ouvriers des influences « petites-bourgeoises » des étudiants, mais aussi des travailleurs d'autres entreprises et empêchent, de la sorte, qu'ils se reconnaissent ainsi des intérêts communs dans cette lutte. Quoi qu'il en soit, leurs revendications du moment ne peuvent en aucun cas être alignées sur les revendications typiques des grèves classiques lancées par la CGT ou la CFDT. Certaines restent, certes, traditionnelles par certains côtés (augmentation des salaires, meilleures conditions de travail), mais d'autres sont nouvelles : il s'agit, en effet, de revendications qualitatives (autonomie, responsabilité du salarié, forme de cogestion des entreprises, etc.).
Le Parti communiste marxiste-léniniste de France, dans l'édition du 22 mai 1968 de son journal L'Humanité nouvelle, parle de « première victoire révolutionnaire » et de « Pompidou capitulant devant la grève générale et les mobilisations des étudiants et ouvriers ».

### Libération de la parole

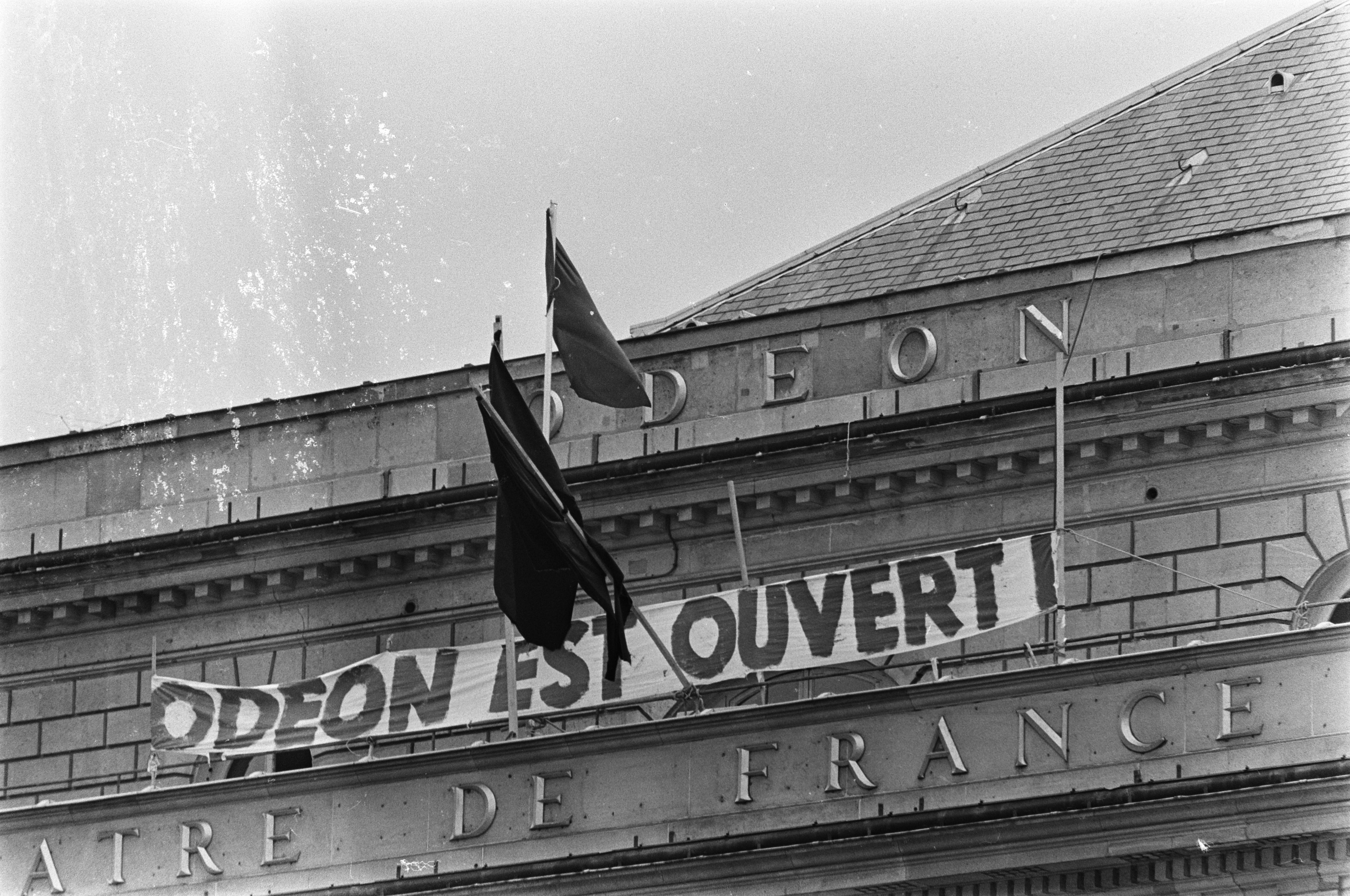
Drapeaux rouge et noir au théâtre de l'Odéon, occupé par des étudiants et des artistes en mai 1968.

Dans tout le pays, la parole se libère et devient pour quelques semaines la raison d'être des Français. Enthousiasmé ou catastrophé, dubitatif ou méditatif, chacun selon sa sensibilité participe ou observe. Des dialogues intenses se nouent dans les rues, entre inconnus, et à travers les générations.
L'un des symboles de ces lieux de débats est le théâtre de l'Odéon à Paris, qui à partir du 16 mai, selon le communiqué lu lors d'une conférence de presse télévisée « devient un lieu de rencontre entre ouvriers, étudiants, artistes et comédiens ». Il devient aussi un lieu où l'on peut entendre s'affronter, dans des débats pris très au sérieux jour et nuit, quelques syndicalistes délégués de chez Renault, des ménagères du quartier, des étudiants, un groupe de jeunes de droite de Neuilly-sur-Seine, un groupe de lycéens d'une banlieue ouvrière, des artistes célèbres (Michel Piccoli, Raymond Rouleau, Sami Frey), des professeurs, un conseiller municipal, un ou deux cadres d'entreprise, pendant que quelques défenseurs de la libération sexuelle se retrouvent dans les coulisses du théâtre.
De son côté, Jacques Chirac est mandaté par Pompidou pour aller rencontrer clandestinement les syndicats afin de préparer les futures négociations[réf. nécessaire], les syndicats étant, il est vrai, les seuls à encore tenir à peu près le pays alors que l'autorité de l'État est devenue pratiquement inexistante, et le gouvernement de l'Élysée complètement fantoche selon le témoignage de Michel Jobert[réf. nécessaire].

### Basculement
Les accords de Grenelle du 27 mai, négociés entre Pompidou, le patronat et les syndicats, laissent croire un moment à la reprise du travail en échange d'une fournée d'acquis sociaux. Les acquis envisagés sont sans précédent depuis la Libération, voire depuis les accords Matignon du 7 juin 1936, mais aussi sans commune mesure avec ces mêmes accords, ceux de Grenelle étant plus à même d'être remis en cause que ceux de 1936 : droit syndical dans l'entreprise, augmentation du SMIG de 35 %, paiement des jours de grève à 50 %, etc.
Le point de basculement coïncide avec l'annonce des accords de Grenelle faite par le secrétaire général de la CGT, Georges Séguy, aux ouvriers de Boulogne-Billancourt.

### Dissolution de l'Assemblée nationale

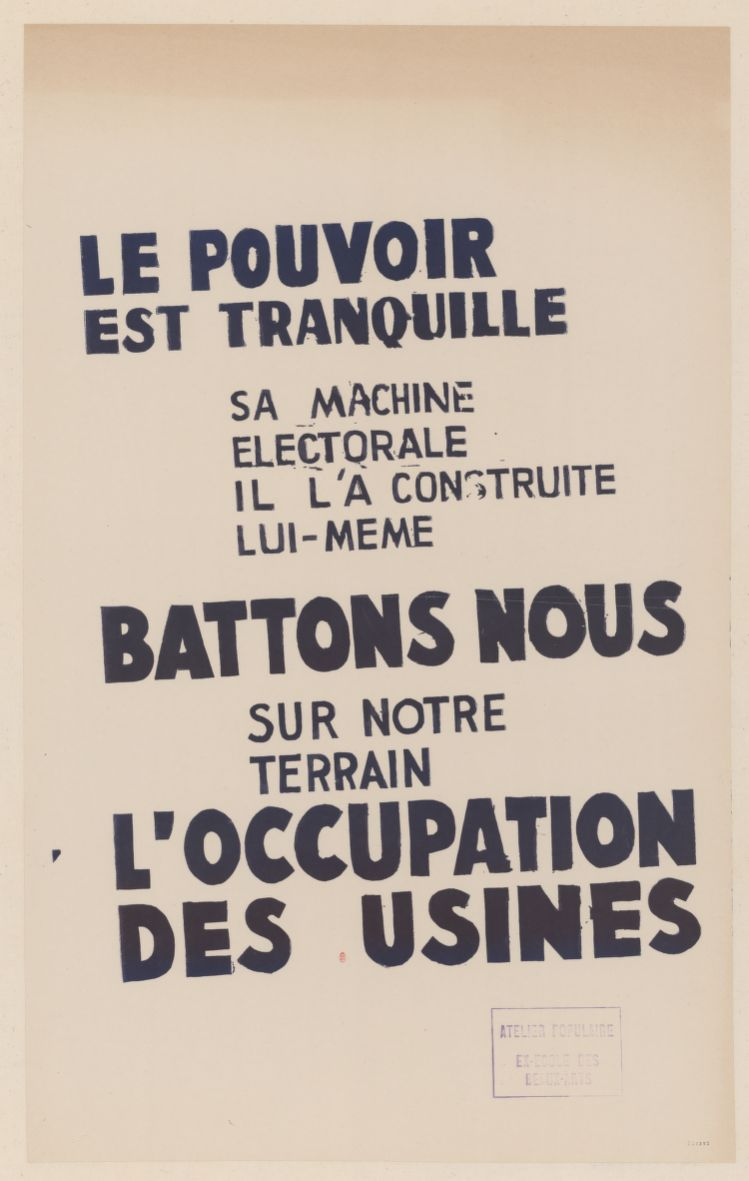
Une affiche de Mai 68.

C'est justement ce 29 mai, qu'au plus fort de la contestation et du désarroi, de Gaulle disparaît pendant plusieurs heures, à la surprise générale. Pompidou et la majorité sont alors plongés dans une certaine angoisse. Sans prévenir personne, de Gaulle va consulter le général Massu en Allemagne, au lieu de se rendre comme annoncé à Colombey. Veut-il s'assurer symboliquement le soutien de l'armée, dont nul ne souhaite en réalité l'intervention ? Veut-il déconcerter l'adversaire et jouer sur la peur du vide, alors que l'opinion commence à se retourner devant l'absence de perspective du mouvement ? Épuisé et déconcerté, a-t-il eu un authentique moment de passage à vide, voire la tentation de se retirer ? Il semble que toutes ces raisons se soient conjuguées.
Dans un entretien avec Michel Droit, le 7 juin 1968, de Gaulle déclare : « Le 29 mai j'ai eu la tentation de me retirer. Et puis en même temps j'ai pensé que si je partais, la subversion menaçante allait déferler et emporter la République. Alors, une fois de plus, je me suis résolu ».
Revenu à Paris le lendemain midi 30 mai, de Gaulle accepte la proposition de Georges Pompidou de dissoudre l'Assemblée nationale pour organiser de nouvelles élections législatives.

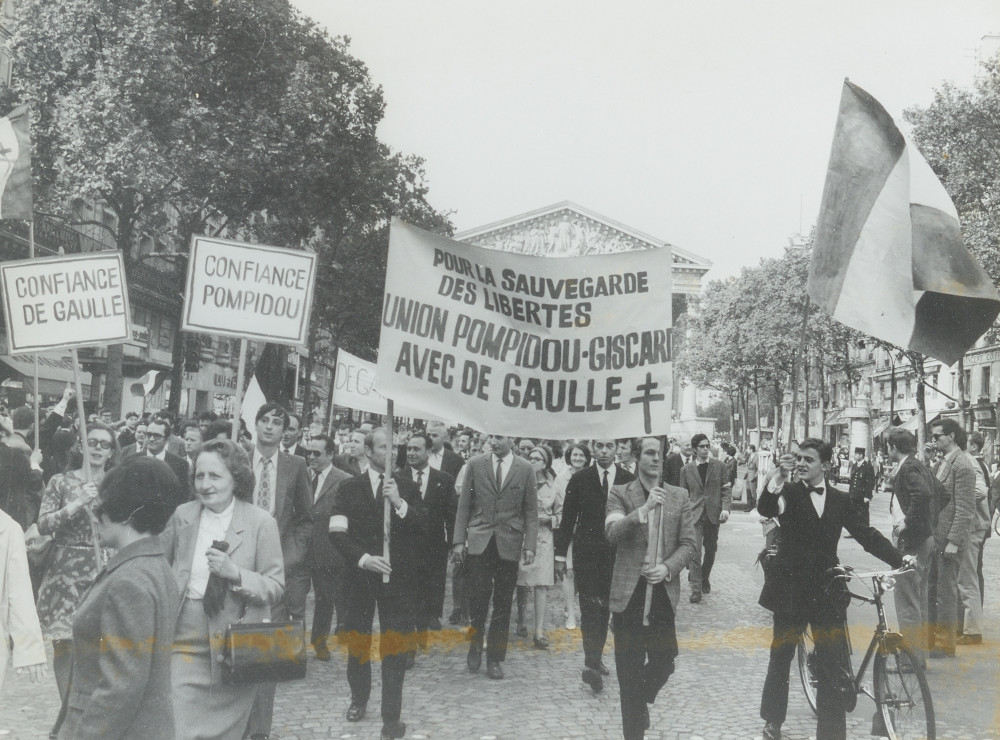
La manifestation de soutien au général de Gaulle, le 30 mai 1968.

L'après-midi, tandis qu'une marche de soutien au gouvernement, menée par André Malraux et Michel Debré, réunit sur les Champs-Élysées entre 300 000 (selon la préfecture de police) et un million de manifestants (selon les gaullistes), de Gaulle fait un discours offensif : il annonce qu'il ne se retire pas et qu'il ne change pas de Premier ministre. Il organise des élections législatives anticipées « à moins qu'on entende bâillonner le peuple français tout entier en l'empêchant de s'exprimer en même temps qu'on l'empêche de vivre, par les mêmes moyens qu'on empêche les étudiants d'étudier, les enseignants d'enseigner, les travailleurs de travailler ». De la sorte, de Gaulle fait ressortir, dans son discours, la vieille rivalité entre le parti communiste et le gaullisme: « Ces moyens, ce sont l'intimidation, l'intoxication, et la tyrannie exercés par des groupes organisés de longue main, en conséquence et par un parti qui est une entreprise totalitaire, même s'il a déjà des rivaux à cet égard ». Il annonce aussi qu'il est prêt à mettre en œuvre l'article 16 de la Constitution qui permet au chef de l'État, dans des circonstances jugées exceptionnelles, de s'octroyer le pouvoir absolu dans le pays si le peuple ne se plie pas à ses décisions : « Si, donc, cette situation de force se maintient, je devrai, pour maintenir la république, prendre conformément à la constitution d'autres voies que le scrutin immédiat du pays ».
Dans son communiqué du 30 mai, le Parti communiste marxiste-léniniste de France dénonce alors les « accents d'apprenti dictateur » de De Gaulle, comparé à Napoléon Ier au moment du coup d'État du 18 Brumaire et met en garde les travailleurs contre « le danger fasciste », tout en pointant la responsabilité des « révisionnistes », c'est-à-dire du PCF et de la CGT.

### Juin: fin du mouvement et affrontements

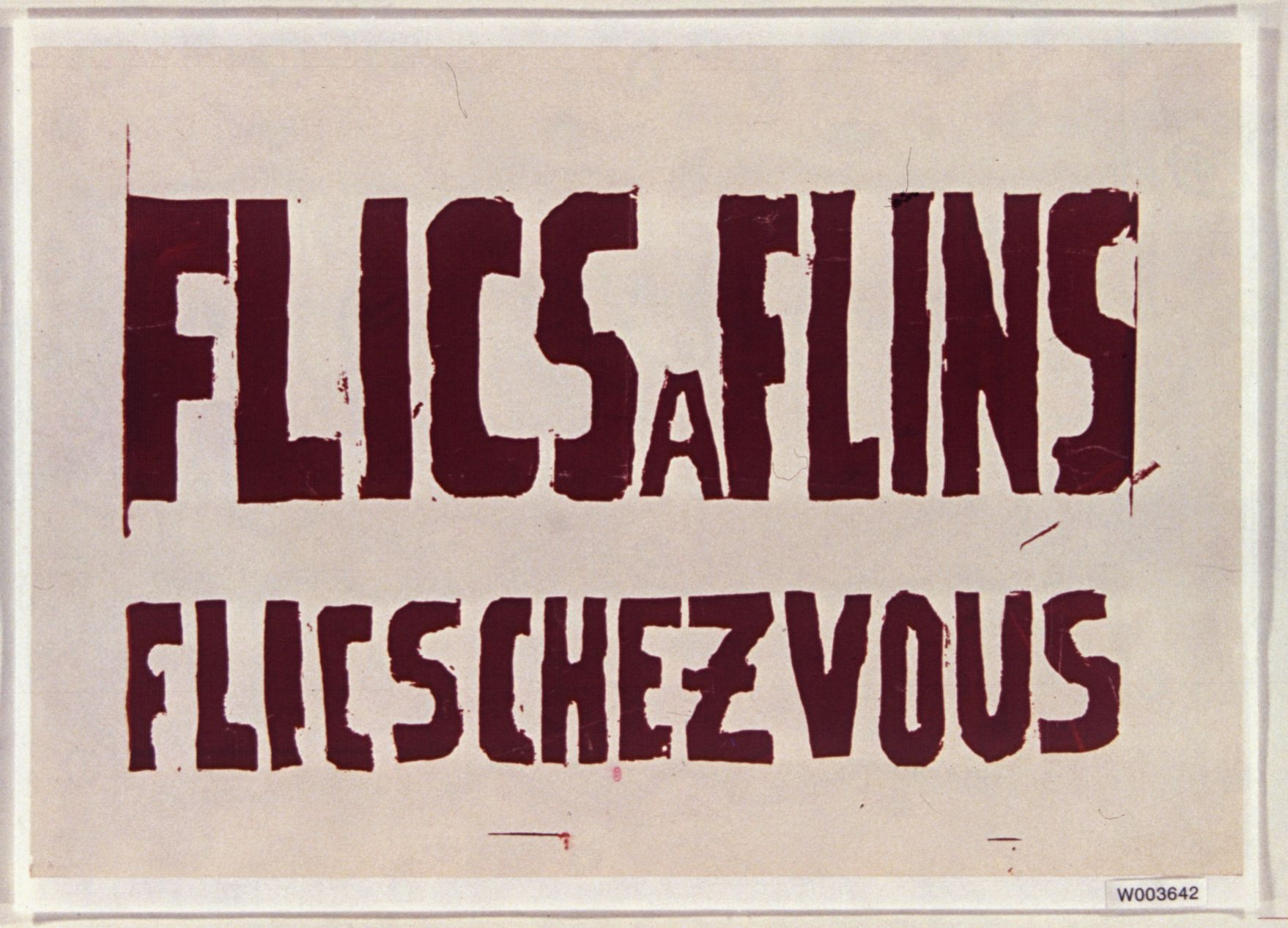
Une affiche de Mai 68.

Le 31 mai, l'essence revient dans les stations-services et la presse rapporte que des chars convergent vers Paris et que des unités en armes se regroupent au camp de Frileuse. La police et l'armée reprennent possession d'émetteurs de l'ORTF occupés.
Après des élections organisées dans les entreprises et souvent truquées pour pousser, branche par branche, à la reprise du travail[réf. nécessaire], alors que la base, depuis le 27, avait rejeté unanimement les accords de Grenelle, les syndicats laissent la place aux CRS pour chasser les derniers récalcitrants et éteindre ici ou là les derniers brasiers de révolte. Ainsi, plusieurs épisodes violents se déroulant début juin – affrontements à Renault-Flins les 7 et 10 et à Peugeot-Montbéliard-Sochaux le 11 – ont pour conséquence la mort de Gilles Tautin, Pierre Baylot et Henri Blanchet. Les grèves cessent progressivement.
Une troisième « nuit des barricades » au Quartier latin les 11 et 12 juin n'est plus que le fait d'irréductibles. Le 12 juin, plusieurs organisations « gauchistes » sont dissoutes. L'Odéon et la Sorbonne sont évacués sans difficulté par la police le 14 juin. De nombreux journalistes grévistes de l'ORTF sont licenciés, tandis que la répression s'abat sur certaines figures du mouvement, tel Daniel Cohn-Bendit, interdit durablement de séjour.

### Élections législatives de fin juin
Les élections des 23 et 30 juin s'achèvent sur un raz-de-marée électoral pour les gaullistes, dont le groupe emporte la majorité absolue à l'Assemblée, situation sans précédent. Mais ces jours ont aussi porté en germe un net refroidissement des relations entre Georges Pompidou et le général de Gaulle : aussitôt les élections remportées, ce dernier le remplace par Maurice Couve de Murville à la tête du gouvernement.
Néanmoins, les Français ont appris à apprécier en ces jours-là le vrai vainqueur de la crise : de Gaulle n'est plus irremplaçable et, après l'échec du référendum du 27 avril 1969, suivi de sa démission immédiate, Georges Pompidou accède à l'Élysée, après élections. De Gaulle, pour sa part, vote depuis l'Irlande où il prend quelques jours de vacances avec son épouse.
L'échec politique du mouvement n'empêche pas un certain succès social et culturel : jamais ratifiés, les accords de Grenelle sont tacitement appliqués un temps avant d'être, les années passant, en grande partie absorbés par les multiples réformes, en particulier le passage du salaire minimum à 600 F par mois (environ 730 euros de 2018).
L'Université napoléonienne est démantelée fin 1968 par la loi Faure, la décentralisation relancée. Si la tentative du Premier ministre Jacques Chaban-Delmas (1969-1974) de satisfaire certaines aspirations de Mai 68 se heurte au plus grand conservatisme de Pompidou, d'autres demandes sont satisfaites par le président Valéry Giscard d'Estaing en 1974 (dépénalisation de l'interruption volontaire de grossesse, fin de la censure, majorité civile à 18 ans, etc.), puis par la gauche au pouvoir après 1981 (libéralisation de l'audiovisuel, loi Defferre sur la décentralisation, etc.).

### Morts et blessés
Les événements ont causé, à l'échelle nationale, la mort d'au moins cinq à sept personnes,,. Le chiffre probable est de sept morts, toutes survenues après le 24 mai,.
- Le 24 mai, au petit matin sur la barricade de la rue des Écoles à Paris, on retrouve le corps de Philippe Mathérion, 26 ans, blessé par des éclats de grenade offensive[58]. L'autopsie du corps est demeurée secrète[24].
- Le 30 mai, dans le Calvados, les forces de l'ordre tirent à balles réelles et tuent un jeune homme[1].
- Le 10 juin, le lycéen Gilles Tautin, 17 ans, meurt noyé dans la Seine en tentant d'échapper à une charge de gendarmes mobiles, aux abords de l'usine Renault de Flins à Meulan dans les Yvelines[59],[60],[61].
- Le 11 juin, à l'usine Peugeot de Sochaux-Montbéliard, un CRS tue Pierre Beylot, ouvrier-serrurier de 24 ans, d’une balle de 9 mm (plusieurs ouvriers sont touchés par balle). On relève un autre ouvrier, Henri Blanchet, 49 ans, qui déséquilibré par une grenade offensive, tombe d’un parapet et meurt le crâne fracturé[52],[62],[60],[61],[63].

De plus, selon Raymond Marcellin, nommé ministre de l'Intérieur le 31 mai 1968, les affrontements avec les forces de l'ordre ont fait environ 2 000 blessés, dont 200 graves.
On crédite parfois le préfet de police de Paris, Maurice Grimaud, d'avoir « évité tout mort à Paris », notamment grâce à sa lettre aux policiers : « Je veux leur parler d’un sujet que nous n'avons pas le droit de passer sous silence : c’est celui des excès dans l'emploi de la force ». On oublie souvent que son appel à la modération dans la répression vient bien tard, le 29 mai, alors que de nombreux et graves dérapages des forces de l'ordre ont eu lieu depuis les premiers jours du mouvement.
Maurice Grimaud signale de plus qu'un CRS, le commandant Journiac, est gravement blessé au front par un pavé jeté des toits, dans la nuit du 10 au 11 mai, rue Gay-Lussac, à Paris. Il meurt un an plus tard, dans un accident de voiture, à la suite d'un malaise occasionné par les séquelles de sa blessure.

#### Mort du commissaire René Lacroix à Lyon
La mort qui cause le plus de retentissement est celle du commissaire René Lacroix, à Lyon dans la nuit du 24 mai. Selon les dires de la police (qui se révéleront faux, deux ans plus tard, lors du procès Raton et Munch) il est mort « écrasé par un camion dont la pédale d'accélérateur est bloquée ». En 2008, lors des 40 ans de Mai 68, un témoin affirme avoir vu « ce camion envoyé de derrière. Il a foncé tout droit puis a calé devant la première rangée de forces de l'ordre. La pierre sur l'accélérateur avait certainement sauté », sans écraser quiconque.
Dans leur rapport d'autopsie publié dans le Bulletin de médecine légale et de toxicologie médicale de novembre et décembre 1970, les docteurs Védrinne et Vitani, médecins légistes, confirment les constatations du docteur Louis-Paul Rousset, chirurgien de garde à l'hôpital Édouard-Herriot de Lyon : ce document de médecine légale, qui précise l'étendue et la gravité des lésions, permet d'affirmer que le décès du commissaire Lacroix est bien consécutif à un choc traumatique et hémorragique secondaire à l'écrasement dont il a été victime.
Cependant, ces conclusions des médecins légistes font l'objet de controverses en 1970 lors du procès de Raton et Munch, accusés d'être à l'origine de la mort du commissaire Lacroix. Ce procès est le théâtre d'un énorme rebondissement le dernier jour : le témoignage du docteur Grammont, l'interne de l'hôpital Édouard-Herriot qui s'est chargé du commissaire Lacroix et qui a conclu à un infarctus. « Ce médecin avait lu dans les journaux que le commissaire avait été renversé par le camion, ce qui lui avait brisé plusieurs côtes. Du coup, il avait décidé de venir spontanément à la barre pour dire que c’était faux et que le policier présentait tous les signes d’un infarctus ». Selon le docteur Grammont, alors interne de l'hôpital et qui s'est chargé du commissaire Lacroix aux urgences, le commissaire Lacroix est mort d'une crise cardiaque plus d'une heure après son arrivée aux urgences de l'hôpital Édouard-Herriot : « Le commissaire venait d'avoir un infarctus. C'est en lui faisant un massage cardiaque, que je lui ai cassé plusieurs côtes. Sur les électrocardiogrammes, on doit voir qu'il est mort d'un infarctus, mais ces preuves ont disparu ».
Le 26 septembre 1970, Raton et Munch sont relaxés,.
Le décès du commissaire Lacroix constitue un basculement dans la perception des événements par la population.
« Les étudiants n’apparaissent plus comme les victimes d’une répression policière excessive, mais comme les responsables d’une violence meurtrière ».

## Conséquences

### Sur le plan politique

#### Accords de Grenelle
Une augmentation de 35 % du SMIG à 600 francs par mois et de 10 % des salaires, la création de la section syndicale d’entreprise, actée dans la loi du 27 décembre 1968, font entre autres l'objet des accords de Grenelle, à la suite de négociations menées en particulier par le jeune haut fonctionnaire Jacques Chirac, et la reprise du travail s'effectue progressivement au début du mois de juin. La police et la gendarmerie évacuent au fur et à mesure les différents lieux occupés.

#### Décret de dissolution du 12 juin 1968

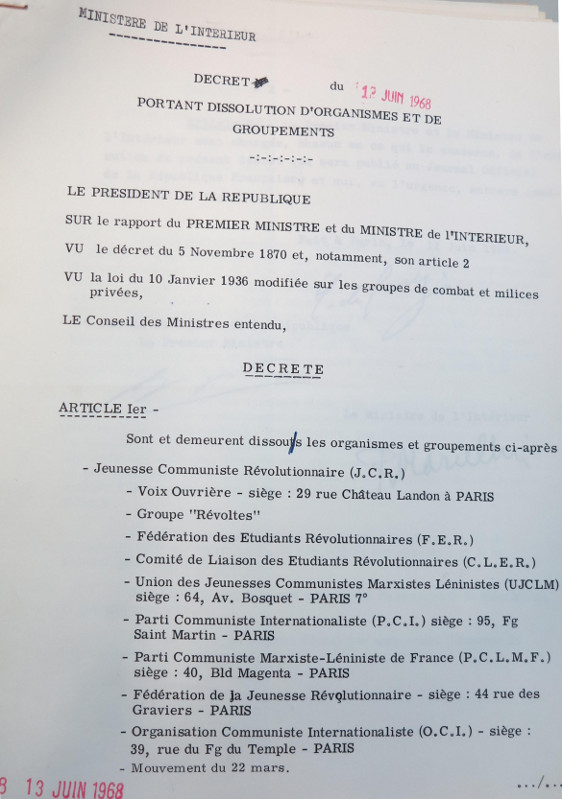
Décret du 12 juin 1968 portant la dissolution de 11 organisations d'extrême gauche Archives nationales 20100357/62

Le décret présidentiel du 12 juin 1968, en application de la loi du 10 janvier 1936 sur les groupes de combat et milices privées, dissout onze mouvements jugés extrémistes, dont :
- la Fédération des étudiants révolutionnaires (lambertiste) ;
- la JCR et le Parti communiste internationaliste (Alain Krivine est emprisonné de juillet 1968 à l'automne ; malgré la dissolution, les deux organisations fusionnent, donnant naissance, en avril 1969, en Allemagne, à la Ligue communiste, qui est dissoute à son tour en 1973) ;
- le Mouvement du 22 Mars ;
- le Parti communiste marxiste-léniniste de France (maoïste) qui entre dans la « clandestinité » ;
- l'Organisation communiste internationaliste (OCI) ;
- l'Union des jeunesses communistes marxistes-léninistes (liée à Louis Althusser, elle donne naissance à la Gauche prolétarienne) ;
- « Voix ouvrière » (LO).

Le décret épargne toutefois l'organisation d'extrême-droite Occident. René Capitant, ministre de la Justice, argüe : « Le mouvement Occident a employé la violence, parfois, mais il ne s'est pas dévoilé comme un mouvement subversif ».
La dissolution de l'Organisation communiste internationaliste, de la Fédération des étudiants révolutionnaires et du groupe Révoltes est annulée, à la suite de trois requêtes (l'une émanant de Pierre Boussel, alias Lambert) pour annulation du décret en raison d'un excès de pouvoir, accepté par le Conseil d'État.
L'Internationale situationniste, qui apparaît rétrospectivement comme le mouvement le plus subversif et qui a le plus inspiré les idées de Mai 68, n'est pas concernée par ce décret de dissolution, mais ses membres jugent préférables de s'exiler, un temps, en Belgique.

#### Dissolution de l'Assemblée nationale le 30 mai 1968

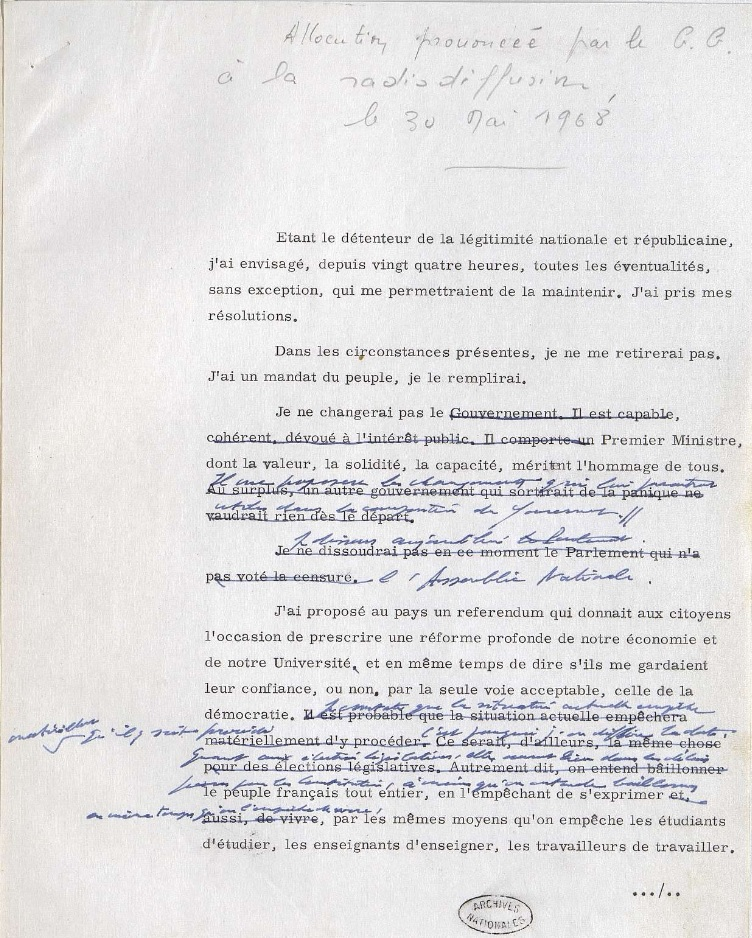
Allocution prononcée par le général de Gaulle à la radio le 30 mai 1968 Archives nationales AG/5(1)/1447

La dissolution de l'Assemblée est un droit exclusivement réservé au Président de la République. Cette démarche consiste à annuler le mandat de tous les députés en exercice et de provoquer des élections législatives anticipées. Les élections législatives de juin 1968 voient la très large victoire des gaullistes, regroupés dans le parti renommé pour l'occasion Union pour la défense de la République. On s'est beaucoup interrogé sur ce retournement de la peur, tant les médias donnaient l'impression que la population penchait pour le mouvement étudiant. Au fond personne à gauche n'avait donné l'impression de maîtriser ce qui se passait et la solution paraissait être provisoirement en dehors du mouvement, dans la stabilité institutionnelle. De plus les gaullistes reçoivent la confiance du pays car la dissolution a engendré une consultation directe du peuple à la suite des événements.

#### Référendum sur la régionalisation et le rôle du Sénat du 27 avril 1969 et départ du général de Gaulle
Le général de Gaulle avait souhaité un référendum en mai 1968. Georges Pompidou avait plaidé et obtenu la dissolution de l'Assemblée nationale. De Gaulle ne renonce pas à son projet de référendum. Il perçoit que mai 1968 a mis en exergue un besoin de démocratie plus directe et plus proche du peuple. Il imagine de décentraliser certains lieux de décision et de refonder le Sénat en changeant profondément ses critères de recrutement. C'est l'objet de ce référendum, qui a lieu le 27 avril 1969. Il met tout son poids politique dans la balance en promettant de partir si les Français répondent « non ». Le non l'emporte avec 52,41 % (80,13 % de votants, 77,94 % de suffrages exprimés). De Gaulle annonce sa démission le 28 avril 1969.

#### Défiance à l'égard du politique
La fin des années 1970 a été appelée par certains (comme Gilles Lipovetsky) « l'ère du vide ». L'élection de François Mitterrand en 1981, sur le thème très Mai 68 de « Changer la vie », apparaît comme une flambée d'espoir ou une crise de panique catastrophique, selon les courants, dans cette évolution politique en France. Mais cette attitude désillusionnée sur la classe politique reprend le dessus et est encore très présente avec une défiance croissante vis-à-vis du militantisme et du personnel politique.

### Sur l'Université de Paris
Mai 68 étant largement provoqué par les problèmes liés à la massification de l'enseignement supérieur — en particulier, l'engorgement de l'ancienne Université de Paris —, la loi Faure du 12 novembre 1968 dissout l'Université de Paris en 13 établissements, numérotés de I à XIII, permettant d'absorber cette hausse d'effectifs. C'est la fin de l'ancienne Université de Paris telle qu'elle avait existé de 1150 à 1970, et la perpétuation du système français d'enseignement supérieur à deux vitesses, entre Grandes Écoles et Université.

### Dans la sphère culturelle

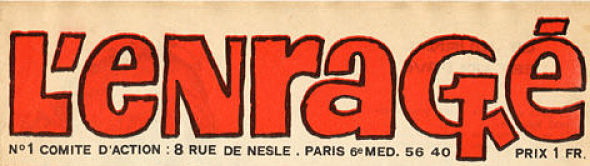
La manchette du no 1 de L’Enragé.

D'une manière générale, Mai 68 a été une des plus grandes contestations de l'ordre existant. La singularité française est le lien entre la contestation intellectuelle et le monde ouvrier.
Mai 68 est une ouverture brutale de la culture française au dialogue social et médiatique, qui s'infiltre dans tous les rouages de la société et de l'intimité familiale, et une étape importante de prise de conscience de la mondialisation de la société moderne (après les guerres « mondiales ») et de la remise en cause du modèle occidental de la « société de consommation ».
Une des principales influences de Mai 1968 se situe au niveau socio-culturel, comme l'a reconnu François Mitterrand lors du 20e anniversaire de Mai 68. On assiste à une désaffection des Français pour la sphère publique et politique et pour le militantisme en général.
Les événements de mai 1968 marquent une division politique qui a des répercussions dans la société française, par exemple lors de la scission de l'université Lyon-II en 1973. Actuellement, on situe parfois les personnalités politiques selon le « côté » des barricades où elles se situaient. Le qualificatif péjoratif de « gauchiste », créé par Lénine en 1920 dans La Maladie infantile du communisme (le « gauchisme »), entre alors dans le langage courant.
De nouvelles valeurs apparaissent. Elles sont notamment centrées autour de l'autonomie, de l'antiautoritarisme, la primauté de la réalisation personnelle, la créativité, la pluridisciplinarité et la valorisation de l'individu impliquant le refus des règles traditionnelles de la société et la remise en cause de l'autorité. La redéfinition de nouvelles règles se construit autour de l'idée d'autogestion et du communautarisme. Le concept d'autogestion est concurrencé par celui de cogestion, cher à Edgar Faure dans sa réforme de l'enseignement qui suit et, d'une manière générale, très en vogue dans les organisations politiques inquiètes de cette évolution jugée « anarchique ».
On considère souvent la libération sexuelle comme l'un des grands thèmes de Mai 68. En réalité ce n'est que dans les années suivantes (1970 à 1975 essentiellement) que les débats sur les mœurs prennent place, corrélativement à l'arrivée des contraceptifs modernes. Le féminisme aussi se développe durant ces années, avec son mouvement le plus radical, le Mouvement de libération des femmes (MLF), dont la première manifestation publique a lieu en 1970 et qui joue un grand rôle dans l'implosion du militantisme traditionnel au profit de thèmes féministes, comme l'autorisation de l'avortement (1975), la remise en cause de la répartition des tâches dans le couple (« Qu'est-ce qui est plus long : faire cuire le steak d'un révolutionnaire ou celui d'un bourgeois ? »), la « naissance sans violence ».
La dénonciation des régimes de l'Est se confirme (publication de L'Archipel du Goulag, Le Cri des pierres). Cette désillusion concernant le communisme, juste après un engagement politique intense — notamment des maoïstes et de l'extrême gauche, qui apparurent un temps parmi les jeunes comme une alternative plus authentique —, débouchera sur un pessimisme généralisé dans les milieux de gauche, un autodénigrement systématique de tout ce qui a pu exister avant mai 68.
L'influence de Mai 68 est manifeste dans la pédagogie scolaire en France. De disciple, l'élève devient un sujet pouvant intervenir dans la pédagogie dont il est l'objet : c'est la coéducation. La dimension de la parole libre, du débat, s'accroît. La discipline autoritaire fait place à la participation aux décisions. Les enseignants ont été parfois déstabilisés dans l'idée qu'ils se faisaient de leur métier. On a critiqué ensuite cette évolution jugée souvent trop permissive[réf. nécessaire]. Elle a aussi été à l'origine de la participation des élèves et des parents aux conseils de classe et de la redéfinition des règlements scolaires dans les établissements dès juin 1968.

#### Dans le cinéma
Dès février 1968, le renvoi d’Henri Langlois, directeur de la Cinémathèque française, avait ému les réalisateurs. Le cinéma milite par le biais de cinétracts, certains de la main de Jean-Luc Godard. Des états généraux du cinéma s’organisent.
Le Festival de Cannes est interrompu, notamment sous la pression des cinéastes contestataires présents (beaucoup venant de la Nouvelle Vague) comme Roman Polanski, Jean-Luc Godard, François Truffaut, Claude Lelouch. Aucun prix n'est remis. L'année suivante est créée la Quinzaine des Réalisateurs par la Société des Réalisateurs de Films, une sélection parallèle du festival se réclamant des cinéastes,.

### Dans le domaine économique et social
Le conflit de la société des montres « Lip », conduit par Charles Piaget du Syndicat CFDT, à Besançon en 1973, est une illustration très médiatisée de cette évolution, avec une expérience de mise en œuvre de l'autogestion de l'entreprise.
Cette influence a aussi des conséquences en 1973 dans des mouvements de remise en cause de l'armée et de la force de frappe nucléaire et d'une manière générale dans les mouvements écologiques (Brice Lalonde) et anti-militaristes (la lutte du Larzac, dont est issu José Bové, le courant de la non-violence) et les fameuses ONG comme « Médecins sans frontières » (Bernard Kouchner), directement issues de la prise de conscience planétaire des mouvements de Mai 68. C'est aussi la période de la naissance de l'idée de « Halte à la croissance ? » (1972), titre d'une publication du Club de Rome fondé en 1968.
Si l'on en croit le magazine L'Expansion, le rythme annuel d'augmentation de la productivité « s'accrut » pendant les trois années qui suivirent Mai 68.

### Dans le monde chrétien
Une partie des chrétiens est bouleversée par les événements qu'ils perçoivent dans le sillage du Concile de Vatican II, même si l'encyclique Humanæ vitæ, publiée en juillet 1968, est surtout connue pour son refus de la contraception.
La communauté œcuménique des Frères de Taizé devient l'un des pôles structurants de ce bouleversement. Au début des années 1970, jusqu'à quarante mille jeunes, venus du monde entier, mais beaucoup de France, se rassemblent autour d'eux chaque semaine de Pâques dans le petit village bourguignon de Taizé, qui compte d'ordinaire cinquante habitants. Chacun est invité à participer au « Concile des jeunes ». On crée des « fraternités », dans le monde communiste comme dans le monde occidental ou en Amérique latine, à l'image des premiers chrétiens et auprès des plus pauvres. Ces extraits de textes de Taizé expriment le bouleversement chrétien en écho aux événements de Mai 1968 : « Le Christ ressuscité vient animer une fête au plus intime de l'homme », « Il va nous donner assez d'imagination et de courage pour devenir signe de contradiction ». Ce « signe de contradiction » deviendra ultérieurement « signe de réconciliation ».
À cette époque s'amplifie également le mouvement des prêtres ouvriers et le mariage des prêtres. Surtout le nombre de pratiquants dans les églises occidentales traditionnelles va suivre une décroissance considérable et traumatisante pour les responsables religieux.

### Musique et "révolution sexuelle"
Cette période s'accompagne d’une « révolution du droit » en Occident : les femmes acquièrent le droit à la contraception, par une loi de 1966 en France puis le droit à l'avortement sept ans après Mai 68.
La question de la révolution sexuelle, appelée parfois aussi "libération" a ainsi été évoquée en France dès le début des années 1960 puis en 1966 dans un numéro de la revue Partisans « Sexualité et répression »  et un deuxième sur le même thème paraîtra en 1972 avec une section importante à la répression de l’homosexualité.
Durant l'été 1967, l'expression Summer of Love (en français Été de l'amour) désigne les événements qui se déroulèrent dans le quartier de Haight-Ashbury, à San Francisco (Californie), où des milliers de jeunes du monde entier se réunirent librement pour écouter de la musique, dans un rassemblement associé au mouvement hippie. L'expression peace and love fait alors référence aussi la guerre du Viêt Nam en cours.

## Analyses

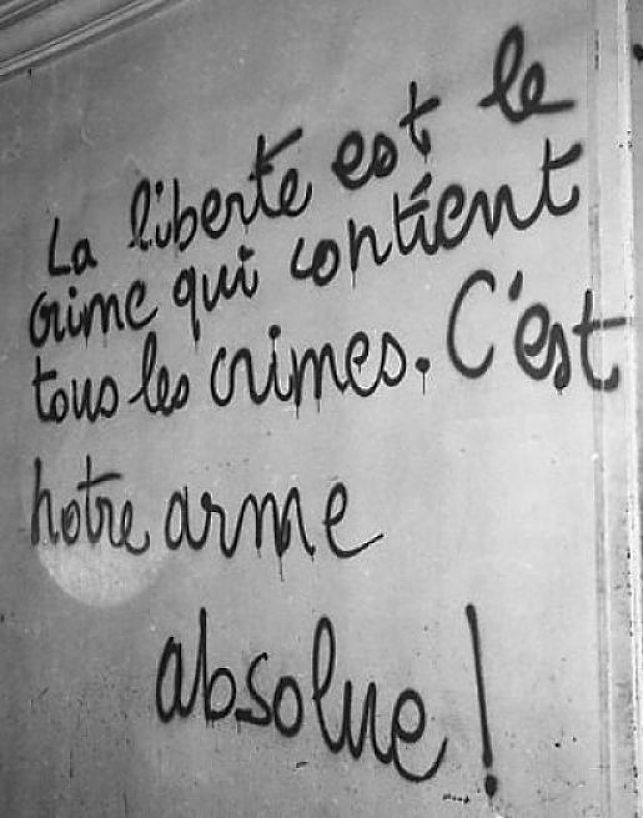
La liberté est le crime qui contient tous les crimes. C'est notre arme absolue !, sur un mur de La Sorbonne en Mai 68.

Mai 68 a fait l'objet d'un certain nombre d'interprétations. On a pu y voir un grand moment de l'histoire du mouvement ouvrier avec l'une des plus importantes grèves générales. D'autres ont vu dans le mouvement de Mai 68 un mouvement étudiant anti-autoritaire contestant les hiérarchies établies. D'autres encore ont considéré Mai 68 comme un mouvement étudiant et lycéen visant la libéralisation des mœurs, commençant par la mixité dans tous les établissements de l'éducation nationale. Ce mouvement a été alors analysé comme le ferment de l'individualisme post-moderne. Se pose la question de savoir quelle est la nature des événements de Mai 68 et de son héritage en particulier contestataire.
Contrairement à ce qui a pu être écrit a posteriori, Mai 68 n'est pas le résultat d'une « génération spontanée » : tous les acteurs majeurs du mouvement ont déjà une forte expérience militante, souvent issue de l'opposition à la guerre d'Algérie, de l'émergence du gauchisme anti-stalinien des années 1960 et du mouvement libertaire.
Pour l'historien René Gallissot, « Mai 68 fut [par ordre décroissant] un mouvement anti-autoritaire, un mouvement a-nationaliste, un mouvement contre-culturel ».
Selon le sociologue Alain Touraine « il a fallu […] trente ans pour que le mouvement antiautoritaire, symbolisé par Daniel Cohn-Bendit, soit reconnu comme l'acteur le plus important de Mai 68, alors que, sur le moment et pendant une longue décennie, c'est le révolutionnarisme ouvriériste des trotskistes et des maos qui aura semblé l'aspect principal du mouvement étudiant et populaire ».
Pour l'historien Patrick Rotman « il est impossible de prendre 68 comme un bloc homogène en le qualifiant uniformément de monôme étudiant ou de révolution avortée. Dans le mouvement de 68 se mêlent une aspiration démocratique et un vertige messianique, une volonté libertaire et des comportements totalitaires, une incroyable modernité et un affligeant archaïsme, le besoin d’une générosité collective et l’affirmation d’un individualisme exacerbé… Mai 68 ne peut donc être réduit à une seule dimension, forcément partiale, forcément partielle ».
Alain Geismar, une des personnalités marquantes des événements, met l'accent sur l'Université : « Mai 68, je le rappelle, était un mouvement antiautoritaire où les étudiants avaient rejeté le cours magistral traditionnel, lu et répété d'année en année ».
L'historienne Michelle Zancarini-Fournel évoque « la fabrication d'une doxa sur les événements, laquelle passe par les assignations du sens qui leur est immédiatement donné, puis sur l'imposition du point de vue générationnel et d'une interprétation culturaliste et individualiste : 1968 serait une défaite politique, institutionnelle et sociale, mais une victoire culturelle ».
Le professeur de sciences politiques Boris Gobille affirme : « Au moment où il survient, Mai 68 a quelque chose de proprement inouï : non pas tant parce qu'il n'a pas été anticipé et que son ampleur surprend, mais parce qu'il fait entendre publiquement des paroles auparavant refoulées, réduites au silence ou même pas imaginées, et parce qu'il inscrit sur la scène du visible et dans l'arène publique, des acteurs, des sujets, des enjeux et des pratiques qui n'y avaient pas droit de cité jusqu'alors ».
Une analyse générationnelle voit dans Mai 68 le symbole de l'arrivée au pouvoir de la génération des Baby boomers par opposition aux générations précédentes, même si cette analyse peut être nuancée,,,,.

## Répercussions internationales

### Belgique
Le 13 mai 1968, le Cercle du Libre Examen de l'université libre de Bruxelles organise un rassemblement contre la dictature des colonels en Grèce où sont invités à prendre la parole Mélina Mercouri, Vassilis Vassilikos (auteur du livre dont est inspiré Z, le film de Costa-Gavras), l'association Rigas Phereos et l'Association belge pour la défense de la démocratie en Grèce. À l'issue de cette réunion, plusieurs centaines d'étudiants constitués en « assemblée libre » organisent l'occupation de l'auditoire Paul-Émile Janson. Cette occupation durera 47 jours. Cette date marque le début du Mai 68 bruxellois et les politologues parleront d'un « Mouvement du 13 mai » à l'origine des événements. Ce n'est pas le seul campus à vivre son Mai 68, à l'université de Liège également, les étudiants entrent en contestation.

## Répercussions historiques et politiques
Les répercussions historiques de Mai 1968 se sont invitées dans la campagne pour l'élection présidentielle française de 2007, lorsque le candidat Nicolas Sarkozy affirme que Mai 68 a « préparé le terrain au capitalisme sans scrupule et sans éthique », s'attirant la critique de Daniel Cohn-Bendit. Le débat se poursuit à l'automne suivant, quand Henri Weber l'accuse d'« imputer la responsabilité de tous les maux », jusqu'aux « parachutes en or et retraites chapeaux ».
« Il est piquant de constater que cette « libération sexuelle » a parfois été présentée sous la forme d'un rêve communautaire, alors qu'il s'agissait en réalité d'un nouveau palier dans la montée historique de l'individualisme », a dénoncé l'écrivain Michel Houellebecq. « À droite comme à gauche, on voit souvent réapparaître la thèse paradoxale que les acteurs de mai 1968 ont joué un rôle clé dans le déploiement du capitalisme à la fin des années 1970, en faisant sauter le dernier verrou qui limitait le plein essor de la marchandisation du monde : celui des valeurs traditionnelles », selon l'universitaire Serge Audier. Dès 1985, Luc Ferry publie, avec Alain Renaut, un livre intitulé La pensée 68, dans lequel il remet brutalement en cause une partie de la production intellectuelle de l'époque. Ce débat reprend lors de l'élection présidentielle française de 2017 lorsque Maël de Calan, candidat à la présidence de LR, estime que « Sur le plan économique, l’esprit de 68 a favorisé l’essor de la consommation de masse. Il fallait « jouir sans entrave » : une société de consommation et de loisirs allait ainsi définitivement supplanter une société de privation et de travail,. »

## Quelques slogans soixante-huitards, écrits et peints

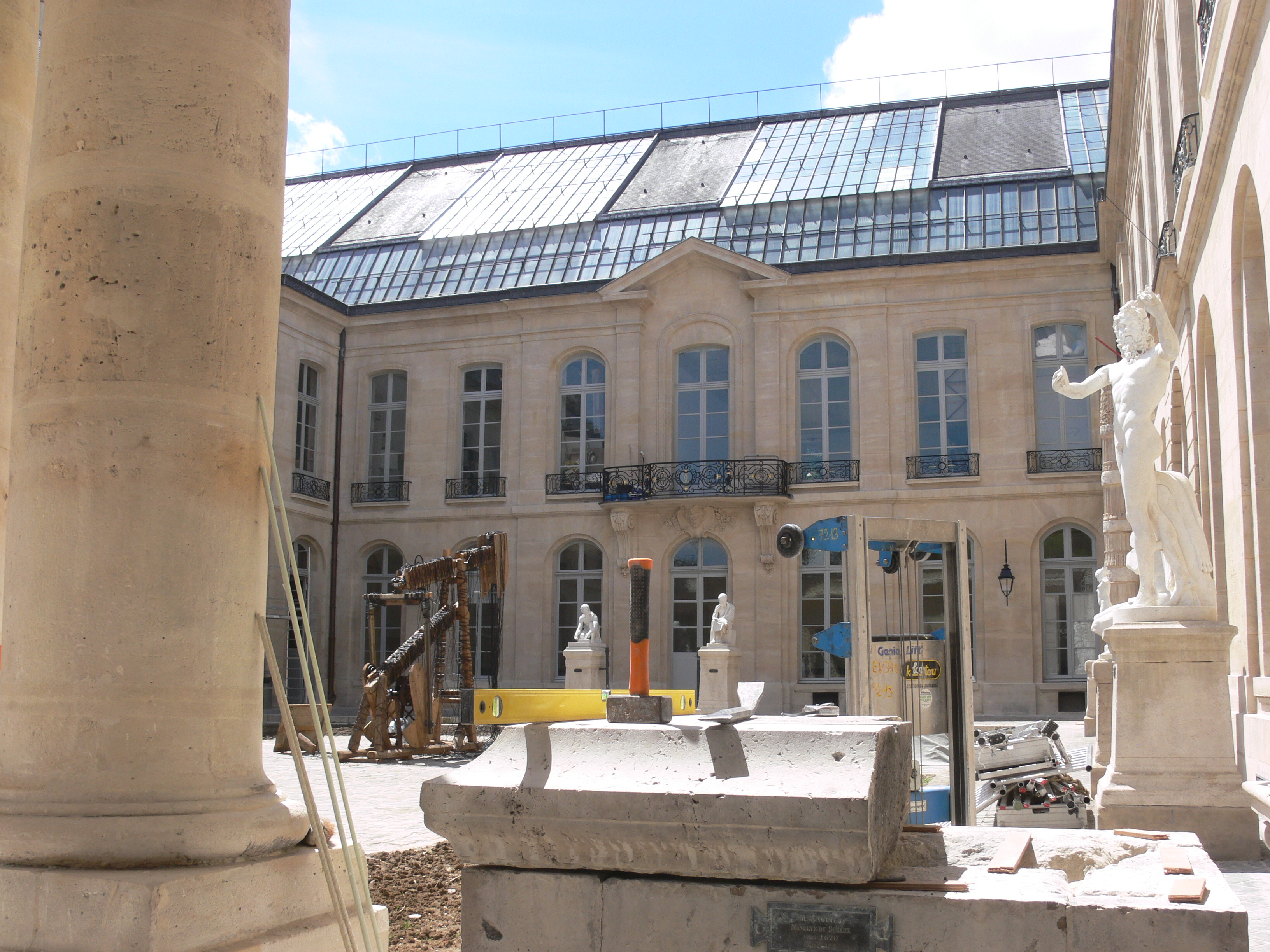
L'école des Beaux-Arts de Paris dans l'ancien hôtel de Chimay, où l'Atelier populaire a sérigraphié 415 affiches différentes.

Des artistes du mouvement de la figuration narrative, regroupés en particulier au Salon de la jeune peinture au début des années 1960, ont tenu un discours militant marqué à l'extrême gauche et donnaient à leur art un objectif de transformation sociale. Bernard Rancillac, Eduardo Arroyo, Gilles Aillaud et Henri Cueco ont ainsi participé à l'Atelier populaire des Beaux Arts,. L'École des Beaux-Arts, occupée pendant 46 jours dès le 14 mai, sélectionnait les projets d'affiche, punaisés sur une corde, tous les soirs lors d'une assemblée générale à 19 heures, qui durait entre une heure et dix heures.
Une grande partie de ces affiches réagissent à chaud à l'actualité du jour, et collant à une réalité de souffrance, salaires et conditions de travail, selon son animateur permanent le peintre Pierre Buraglio,, dans un climat d'ouvriérisme. Plus de dix mille personnes y sont passées, dont 300 artistes, selon le peintre Gérard Fromanger.
Les salariés des différents secteurs s'y pressent pour « passer commande »,, à cet atelier très politisé, où les artistes deviennent des « petits soldats » se mettant « au service des luttes ouvrières », produisant en un mois, en sérigraphie, jour et nuit, 600.000 à un million d'affiches, toute placardées sur les murs, dont certaines reproduites à 3 000 exemplaires. Les artistes, parmi lesquels des militants maoïstes, du PCF, des JCR de la FER ou des ex-"Jeune Peinture", créent une « petite école » de sérigraphie. Une exposition pour le cinquantenaire de Mai 68 à l'École des Beaux-Arts en a exposé 415 différentes.
L'affiche de Bernard Rancillac « Nous sommes tous des Juifs et des Allemands » , dessinée le 22 mai et représentant Daniel Cohn-Bendit après son expulsion en Allemagne, est la seule des 415 qui n'a jamais été affichée dans la rue par les étudiants, même après sa reformulation votée par l'assemblée générale des étudiants, qui a décidé le 23 mai de remplacer le slogan par Nous sommes tous « indésirables », selon une déclaration de l'historien Christian Delporte le 3 mai 2018.
Les initiatives locales fleurissent aussi sur le plan artistique. Dans l'usine Berliet occupée à Vénissieux, en banlieue de Lyon, les lettres du fronton sont inversées pour former le mot liberté.
D'autres slogans prennent la forme de graffitis, la plupart sur les murs de Paris par Christian Sebastiani, que son camarade de l'Internationale Situationiste Guy Debord baptisera en 1972 « le poète des murailles », avec des bombes de peinture destinées au combat de rues. Le sociologue Jean-Pierre Le Goff explique, trente ans après, le rôle des slogans de Mai 68 :

« La provocation, l'humour et l'insolence viennent briser la monotonie d'un discours technocratique. Sur les murs s'affiche une parole provocatrice qui dévoile, par un humour corrosif et surréaliste, l'insignifiance du discours technocratique. […] Les formules toutes faites du discours dominant sont reprises et détournées de leur sens : Construire des milliers de parkings pour que les enfants puissent jouer dans les caniveaux, Ne changeons pas d'employeurs, changeons l'emploi de la vie, Soyez réalistes, demandez l'impossible… »

La grève se diffuse à partir du 20 mai par capillarité, des grands sites de production industrielle vers les usines plus modestes. Dans les hôpitaux, et aux PTT, les grévistes veillent au traitement des urgences, pour n’autoriser que les appels ou les soins de première nécessité.Le secteur tertiaire (poste, hôpitaux, banques, grands magasins) a cessé de fonctionner à la fin de la première semaine, le 20 mai, ce qui fait remonter le chiffre de 7 millions de grévistes.
Plusieurs de ces slogans, considérés comme faisant partie de Mai 68 sont antérieurs au mouvement et leurs auteurs parfois en opposition à ce mouvement.
Certains de ces slogans seront repris et détournés par la publicité commerciale.

### Slogans en lien avec l'actualité immédiate
- « Prenez vos désirs pour des réalités » (après les accords de Grenelle)
- « Soyez réalistes, demandez l'impossible » (après les accords de Grenelle)
- « Retour à la normale… » (après les accords de Grenelle)
- « Nous sommes tous des Juifs allemands »
(À l'occasion de l'interdiction à Daniel Cohn-Bendit de rentrer en France)[114],[115], après débat et vote, l'affiche est en fait rebaptisée, « Nous sommes tous indésirables »[116]) puis n'est pas affichée.
- « La chienlit, c'est lui ! » (en réponse aux propos du Général de Gaulle, avec son ombre en fond d'affiche).
- « Sois jeune et tais-toi ! » (en réponse aux propos du Général de Gaulle, avec son ombre en fond d'affiche).
- « Tout, tout de suite » exprimant le présentisme[117].

### Slogans situationnistes contre le temps perdu par l'aliénation, le travail et les bureaucraties
- « Vivre sans temps mort et jouir sans entrave », conclusion du célèbre pamphlet De la misère en milieu étudiant rédigé en novembre 1966 à Strasbourg, par le situationniste et syndicaliste étudiant Mustapha Khayati, abusivement modifié plus tard comme « Jouissez sans entraves » ;
- « L'ennui est contre-révolutionnaire » écrit par le situationniste René Riesel le 22 mars à Nanterre puis par Mustapha Khayati et lui, militants de l'Internationale situationniste, pour le comité des occupations de La Sorbonne[118],[119] ;
- « Nous ne voulons pas d'un monde où la certitude de ne pas mourir de faim s'échange contre le risque de mourir d'ennui », sur les murs selon le Figaro du 18 mai 1968[120] et cité dans Le Monde le 31 mai 1968, évoquant par ailleurs Daniel Cohn-Bendit le disant dix jours plus tôt, sans en citer l'auteur[121],[122] ;
- « Ne travaillez jamais » , slogan écrit dès 1963 par Guy Debord, cofondateur de l'Internationale situationniste ;
- « Une société qui abolit toute aventure, fait de l'abolition de cette société la seule aventure possible », du membre de l'Internationale situationniste Raoul Vaneigem[123] ;
- « Ceux qui font les révolutions à moitié ne font que se creuser un tombeau », (Citation de Louis Antoine de Saint-Just) ;
- « Élections, piège à cons » ;
- « Sous les pavés, la plage ! », dont la paternité est disputée et la date incertaine mais apparu dès mars 1968 dans l'une des répliques, lors de la première représentation de la pièce d'Armand Gatti, Les Treize Soleils de la rue Saint-Blaise, selon le témoignage oculaire de Marc Kravetz, qui rencontre Gatti ce soir là[124]. Daniel Cohn-Bendit en fait en 1976 le titre de son journal local à Francfort-sur-le-Main, Pflasterstrand.

### Slogans sur les médias
- « ORTF : La police vous parle tous les soirs à 20 heures. »
- « Les murs ont la parole »[125]
- « Presse : ne pas avaler » (sur une bouteille de poison)[126].

### Slogans sur la répression politique
- « CRS = SS»
(Slogan inventé lors des grèves des mineurs du nord de 1948[127] et repris en 1968) et popularisé lors de la grève des dockers de 1949-1950.
- « Il est interdit d'interdire ! » [128]), une boutade lancée sur RTL par le fantaisiste Jean Yanne, puis repris également comme une boutade le 22 mai par Alain Geismar en réponse à une question d'un journaliste de l'ORTF sur l'éventuelle interdiction d'une manifestation protestant contre l'interdiction de territoire de Daniel Cohn-Bendit et les risques de violences.
- La liberté est le crime qui contient tous les crimes, formule de Donatien Alphonse François de Sade (1740-1814)[129], reprise par René Riesel réactualisée le 3 mai 1968 lors du conseil de discipline devant lequel il comparait [130],[131],[132].

### Autres slogans
- « Même si Dieu existait, il faudrait le supprimer »
(Repris de Mikhaïl Bakounine).

## Affiches

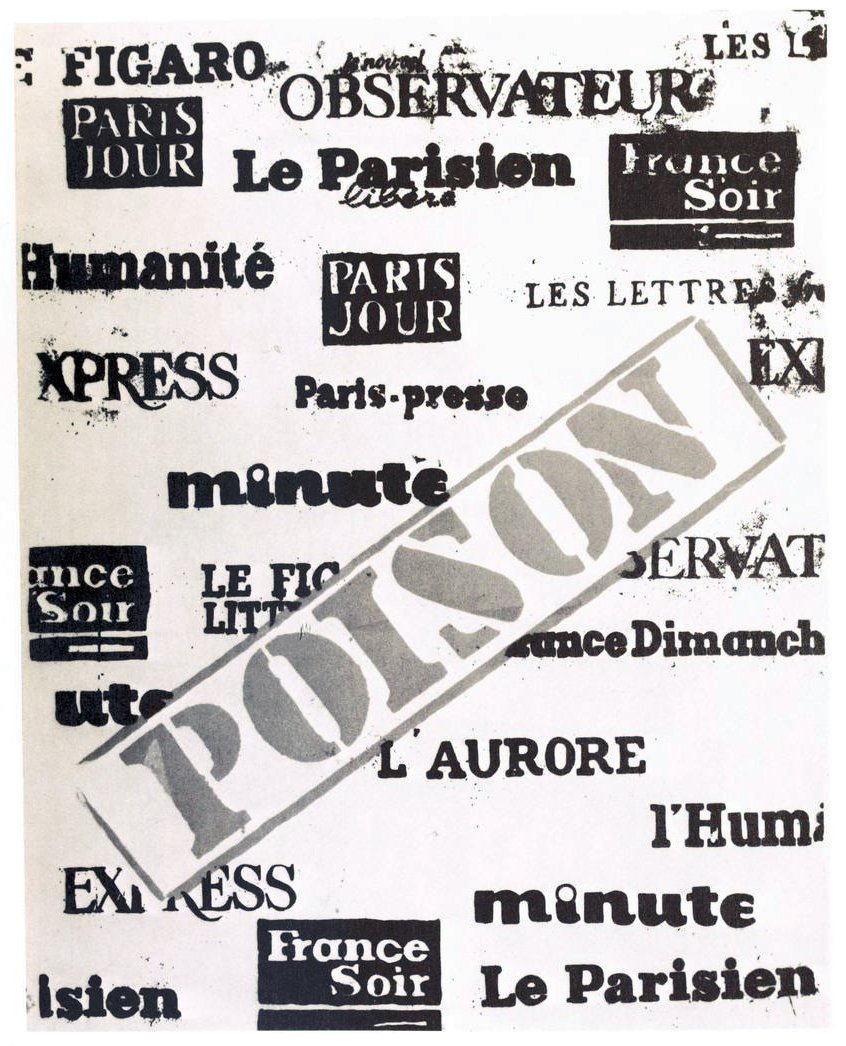
Une affiche de Mai 68.

À partir du 14 mai à Paris, l'« Atelier populaire », émanation de l'École des beaux-arts de Paris, produit plusieurs dizaines d'affiches en sérigraphie, avant d'être rejoint par d'autres « ateliers populaires » à Strasbourg, Montpellier, Marseille, Lyon, Grenoble, Dijon, Caen et Amiens. Imprimées à plusieurs milliers d'exemplaires, ces centaines d'affiches marquent le visuel des événements et l'image qui en reste plusieurs décennies après.
Aucune de ces affiches n'est signée, si ce n'est collectivement : « Atelier populaire ». Pas de droit d’auteur individuel, mais une mise en avant du travail collectif au service des travailleurs en lutte. « Travailler sur sa petite idée personnelle, même juste, c’est rester dans le cadre étroit de la conception bourgeoise », précise un tract adressé aux « camarades créateurs ». En l'absence d'auteurs connus, ces affiches sont entrées dans le domaine public[réf. nécessaire].
En mai et juin 1968, l’intersyndicale de la Bibliothèque nationale de France (BnF) prend part aux mouvements. Dans le même temps, une centaine d’agents volontaires font preuve d’ingéniosité et s’activent pour collecter tracts, affiches, banderoles, qui forment aujourd’hui un témoignage unique du mouvement de Mai 68. En 1982, elles sont réunies, en partie, par la BnF en un ouvrage à l’occasion de l’exposition « Les affiches de mai 68 ou l'Imagination graphique » (consultable en ligne) ; en 2008, la BnF organise une nouvelle exposition d'affiches et de photographies « Esprit(s) de Mai 68 - Prenez vos désirs pour des réalités ».

## Déclinaisons régionales
- Mai 68 à Lyon
- Mai 68 à Nantes
- Mai 68 à Toulouse
- Mai 68 en Provence

## Dans les arts et la culture

### Iconographie

#### Caricature
Les évènements de Mai 68 ont donné lieu à une importance productions de caricatures contre le pouvoir en place mais aussi le système politique traditionnel occidental.

#### Peinture
- Liberté ? Égalité ? Fraternité ?, triptyque d'Herman Braun-Vega (1968)[140]

### Filmographie

#### Cinéma
- 1967 : La Chinoise de Jean-Luc Godard
- 1968 :
  - If.... de Lindsay Anderson
  - La Reprise du travail aux usines Wonder de Jacques Willemont
- 1972 :
  - Coup pour coup de Marin Karmitz
  - L'An 01 de Gébé et Jacques Doillon
- 1978 : La Carapate de Gérard Oury
- 1982 : Mourir à trente ans de Romain Goupil
- 1988 : Generation de Daniel Edinger et Francoise Prebois
- 1990 : Milou en mai de Louis Malle
- 1996 : Reprise d'Hervé le Roux
- 2004 : Innocents: The Dreamers de Bernardo Bertolucci
- 2005 :
  - Les Amants réguliers de Philippe Garrel
  - Code 68 de Jean-Henri Roger
- 2007 : Nés en 68 d'Olivier Ducastel et Jacques Martineau
- 2008 : Adieu de Gaulle, adieu de Laurent Herbiet
- 2012 : Après Mai d'Olivier Assayas
- 2023 : L'établi, de Mathias Gokalp

#### Télévision

##### Documentaire
- 1968 : Mai 68 d'André Harris et Alain de Sédouy
- 1969 : Mai 68, la belle ouvrage de Jean-Luc Magneron
- 1975 : Mai 68 de Gudie Lawaetz
- 1978 : Grands soirs et petits matins de William Klein
- 1998 : Mai 68 : Dix semaines qui ébranlèrent la France de Virginie Linhart et Patrick Rotman
- 2008 :
  - 68 non-stop de Fred Hilgemann
  - L'autre mai, Nantes mai 68 de Jacques Willemont
- 2014 : Révolte de Cédric Tourbe
- 2018 :
  - 68 : sous les pavés… les flics de Laurent Chabrun et David Korn-Brzoza
  - 1968, cinquante ans plus tard d'Hélène Choquette
  - Mai 68, dans l'œil de la police de François Pomès
  - Mai 68, un étrange printemps de Dominique Beaux
  - Mai 68, les coulisses de la révolte d'Emmanuel Amara
  - La Barricade de Bruno Masi
- 2019 : Les Révoltés de Michel Andrieu et Jacques Kebadian

##### Téléfilm
- 1983 : Le Général a disparu d'Yves André Hubert

### Musique

#### Chansons
- La révolution et La Faute à Nanterre de Évariste, 1968[141]
- La vie s'écoule, la vie s'enfuit, paroles de Raoul Vaneigem, musique de Francis Lemonnier, enregistrée par Jacques Marchais en 1972[142], René Binamé en 2008, Gilles Servat en 2013, Fanchon Daemers en 2020, Renaud en 2022, etc[143].
- La Java des Bons-Enfants, paroles de Guy Debord, musique de Francis Lemonnier, enregistrée par Jacques Marchais en 1972[142], par René Binamé en 1986, Les Amis d'ta femme en 2005, La belle paire, etc.
- Revolution 1 et Revolution 9, The Beatles, dans The Beatles (album) , Apple Records, novembre 1968.
- Crève salope, de Renaud (mai 1968, jamais éditée)
- Paris mai, de Claude Nougaro (octobre 1968, Philips)[144]
- Street Fighting Man, des Rolling Stones (album Beggar's banquet, décembre 1968)
- Les Nouveaux Partisans de Dominique Grange (1969)
- À Bas l'État policier de Dominique Grange[145]
- La Pègre de Dominique Grange[146]
- 22 mai de Hubert-Félix Thiéfaine[145]
- Mes Universités de Philippe Clay[144]
- Mai 68 de Jean-Michel Caradec et Maxime Leforestier[144]
- Le Boulevard du temps qui passe de Georges Brassens[144]
- Les Copains de Mai de Jean-Roger Caussimon[144]
- Le Temps de vivre de Georges Moustaki[145]
- Nous sommes le pouvoir de Colette Magny[145]
- Au Printemps à quoi rêvais-tu ? de Jean Ferrat[144]
- Un jour futur de Jean Ferrat
- Ils ont voté de Léo Ferré[144]
- La Révolution de Léo Ferré[144]
- Les Anarchistes, L'Été 68, Madame la misère, Comme une fille de Léo Ferré (album L'Été 68, 1969)[144]
- Paris, je ne t'aime plus, de Léo Ferré (album Amour Anarchie, 1970)
- La Violence et l'Ennui, de Léo Ferré (texte dit sur scène en 1970 et 1971, publié en 1971 dans la revue anarchiste La Rue et enregistré dans l'album La Violence et l'Ennui, 1980)
- Fais que ton rêve soit plus long que la nuit, de Vangelis (album Poème symphonique, 1972, Europa Sonor)
- La canzone del Maggio, de Fabrizio De André (album Storia di un impiegato, 1973)[147]
- Le Rêve de Mai, comédie musicale composée par Didier Marouani, texte de Simon Monceau (1978)
- L'Engrenage de Reciprok (album Il y a des jours comme ça, 1996)
- Le Futur de Sinsémilia (album Tout c'qu'on a, 2000)
- Papá cuéntame otra vez de Ismael Serrano

### Littérature
- Jean-Christophe Bailly, Un arbre en mai, Paris, Seuil, 2018 (EAN 9782021384215)[148]
- Robert Merle, Derrière la vitre, Gallimard, 1970

## Sources et bibliographie

### Sources primaires
- Tracts de Mai 68 : BNF, cote 4 Lb61 600 (1968)
- Affiches de Mai 68 : BNF, GrFol Lb61 600 (1968, 1-30)

#### De 1968 aux années 1970
En octobre 1968, 124 livres sont déjà répertoriés sur le sujet dans les catalogues de la Bibliothèque nationale de France (BnF).
- Daniel, Gabriel Cohn-Bendit, Le Gauchisme remède à la maladie sénile du communisme, Paris, Seuil, 1968.
- Pierre Peuchmaurd, Plus vivants que jamais, Paris, Robert Laffont, 1968 ; rééd. sous le titre Plus vivants que jamais. Journal des barricades, préface de Joël Gayraud, Paris, Libertalia, 2018.
- Julien Besançon, « Les murs ont la parole », journal mural, Mai 68, Tchou éditeur, 1968.
- Jean-Jacques Brochier, Bernd Oelgart, L’internationale étudiante, Paris, Julliard, 1968.
- Collectif, Enragés et situationnistes dans le mouvement des occupations, Gallimard, coll. « Témoins », 1968, (rééd. 1998).
- Christian Charrière, Le Printemps des enragés, Fayard, 1968.
- Jean-Marc Coudray (pseudonyme de Cornelius Castoriadis), Edgar Morin, Claude Lefort, La Brèche, Fayard, 1968.
- Walter Lewino, L'imagination au pouvoir, Éric Losfeld Terrain vague 1968 ; réédition Allia, 2018.
- Jean-Philippe Talbot, La grève à Flins, documents, témoignages, Maspero, 1968.
- Daniel Bensaïd et Henri Weber, Mai 1968 : une répétition générale ?, Maspero, 1968.
- Philippe Labro et Michèle Manceaux, Ce n'est qu'un début, Denoël, 1968.
- Revolutionary storm in France by the Working people's party of england
- Alain Schnapp et Pierre Vidal-Naquet, Journal de la commune étudiante : textes et documents, novembre 1967-juin 1968, Seuil, 1969.
- Jacques Frémontier, La forteresse ouvrière : Renault, Fayard, 1971.
- Alain Touraine, Le Communisme utopique : le mouvement de Mai 1968, Paris, Seuil, 1968 (postface de 1972).
- Alain Geismar, Serge July, Erlyn Morane, Vers la guerre civile, Éditions et publication premières, 1969.
- Adrien Dansette, Mai 1968, Plon, 1971.
- Richard Gombin, Les origines du gauchisme, Seuil, 1971.
- Robert Merle, Derrière la vitre, roman, Gallimard, 1970 (Robert Merle était professeur sur le campus de Nanterre).
- Gébé, L'An 01, Paris, Série bête et méchante, 1972.
- Alain Chany, L'ordre de dispersion, roman, Gallimard, 1972.
- Daniel Cohn-Bendit, Le Grand Bazar, Editions Denoël, 1975
- Jacques Baynac, Mai retrouvé, Robert Laffont, 1978.
- Vasco Gasquet, Les 500 affiches de Mai 68, Balland, 1978.
- Patrick Poivre d’Arvor, Mai 68, mai 78, 1978, Éditions Seghers, Paris, 96 pages,photographies de l'agence Gamma, 1978.
- Régis Debray, Modeste contribution aux discours et cérémonies officielles du dixième anniversaire, Paris, éditions François Maspero,1978.
- Collectif, Des tracts en Mai 68, Champ Libre, 1978  (ISBN 978-2-85184-090-5).
- Alain Delale et Gilles Ragache, La France de 68, éditions du Seuil, 1978.
- Henri Mendras, Voyage au pays de l’utopie rustique, Avignon, Éditions Actes/Sud, coll. « espace-temps », 1979.
- Tonka (Hubert), MAI C'EST TROP TARD MEME QUAND L'AIR SOUFFLE MEME QUAND LE FEU CREPITE MEME QUAND LA TERRE FERMENTE MEME QUAND L'EAU COULE MEME QUAND JE SONGE. Paris, éditions Utopie, 1979.

#### Années 1980-1990
- Nicolas Hatzfeld, La grève de mai-juin 1968 aux automobiles Peugeot à Sochaux, Université Paris 8, 1985.
- Hervé Hamon, Patrick Rotman, Génération, les années de rêve, Paris, Seuil, 1987.
- Daniel Cohn Bendit, Nous l'avons tant aimée, la révolution, Paris, Barrault (Aubier) 1986
- Sylvie Coulomb et Didier Varrod, 1968-1988 Histoires de chansons, Paris, Balland, 1987.
- Élisabeth Salvaresi, Mai en héritage, 500 itinéraires, 14 portraits,  éd. Syros, 1988.
- Jean-Pierre Duteuil, Nanterre 65-66-67-68, vers le mouvement du 22 mars, Acratie, 1988.
- Gérard Lambert, Mai 68 : brûlante nostalgie, Pied de Nez, 1988.
- Pierre Hempel, Mai 68 et la question de la révolution (1968-1988), Presses de l'École nationale supérieure de Fontenay aux roses, 1988.
- Jean-Pierre Le Goff, Mai 68 : l'héritage impossible, Paris, La Découverte, 1998 ; rééd. 2002 et 2006  (ISBN 978-2-7071-3654-1).
- Ouvrage collectif, Mai 68 : 20 ans déjà, Bruxelles, Université libre de Bruxelles, 1988.
- Gérard Filoche, Mai 68, histoire sans fin. Liquider Mai 68 ? Même pas en rêve, Paris, Flammarion, 1998 ; Gawsevitch éditeur, 2007.
- François Lonchampt, Alain Tizon, Votre Révolution n'est pas la mienne, éditions Sulliver, 1999.
- Pascal Dumontier, Les Situationnistes et Mai 68, Paris, éditions Gérard Lebovici, 1990.
- Michelle Perrot, Mémoires de 68, guide des sources d’une histoire à faire, Verdier-BDIC, 1993[55].
- Michel Winock, La Fièvre hexagonale : les grandes crises politiques de 1871 à 1968, Paris, Calmann-Lévy, coll. « Histoire », 1986, 428 p. (ISBN 2-7021-1426-1, présentation en ligne). Nouvelle édition revue et augmentée : Michel Winock, La Fièvre hexagonale : les grandes crises politiques de 1871 à 1968, Paris, Éditions du Seuil, coll. « Points. Histoire » (no H97), 2009, 475 p. (ISBN 978-2-7578-1538-0).
- Francis Le Madec, L'aubépine de Mai, chroniques d'une usine occupée, Sud-aviation Nantes, Centre d'Histoire du Travail, 1988.
- Collectif, Mai 68 à l'usage des moins de 20 ans, préface de Jean-Franklin Narodetzki, Actes Sud, 1998.
- Collectif, Sorbonne 68, graffiti, rassemblés par Yves Pagès, Paris,  éd. Verticales, 1998.
- David Faroult, Gérard Leblanc, Mai 68 ou le cinéma en suspens, Paris, Syllepse, 1998.
- Michel Piquemal, Gilles Caron, Jo Schnapp, Paroles de mai, Paris, Albin Michel, 1998.
- Dominique Lacout, Gilles Caron, Mai 68 : le Journal, Paris, Calmann-Lévy, 1998.
- Maurice Rajsfus, Mai 68 sous les pavés, la répression juin 1968-mars 1974, Paris, Le Cherche-Midi, 1998.

#### Années 2000-2009
- (en) Victoria Holly Francis Scott, La beauté est dans la rue: art & visual culture in Paris, 1968, University of British Columbia, 2000, [lire en ligne].
- Xavier Vigna, L'insubordination ouvrière dans les années 68. Essai d'histoire politique des usines, Rennes, PUR, 2007, extraits en ligne.
- Bruno Astarian, Les Grèves en France en mai-juin 1968, Échanges et Mouvement, 2003, extraits en ligne.
- Andrew Feenberg, « Technocratie et rébellion : Les Événements de mai de 1968 », dans (Re)Penser la Technique, La Découverte, 2004, [lire en ligne].
- Kristin Ross (trad. de l'anglais), Mai 68 et ses vies ultérieures. Comment l’histoire officielle a déformé la réalité et la portée des événements de 1968, Marseille/Paris, Agone - Le Monde diplomatique, 2005, 2010, 374 p. (ISBN 978-2-8048-0020-8 et 978-2-74890132-0, lire en ligne).
- Florence Samson, 1968-2008, l'héritage amer d'une génération, L'Harmattan, 2007  (ISBN 978-2-296-03290-3).
- Sébastien Layerle, « À l’épreuve de l’événement – Cinéma et pratiques militantes en Mai 68 », dans Christian Biet, Olivier Neveux, Une histoire du spectacle militant – Théâtre et cinéma militants 1966-1981, Montpellier, L'Entretemps, 2007.
- Olivier Neveux, Théâtres en lutte – Le théâtre militant en France des années 1960 à aujourd'hui, Paris, La Découverte, 2007.
- Benjamin Lambert, Petit livre noir (et rouge) de mai 1968 : essai rétrospectif avant l'effacement des mémoires, Librécrit, 2007.
- Antoine Artous, Didier Epsztajn, Patrick Silberstein (dir.), La France des années 1968, Paris, Syllepse, 2008.
- Jean-Pierre Duteuil, Mai 68, un mouvement politique, Acratie, 2008.
- Mathieu Grimpret, Chantal Delsol, Liquider Mai 68 ?, Presses de la Renaissance, 2008.
- Collectif (Wolinski, Cabu, Siné, Gébé, Reiser, Cavanna, Topor…), Mai 68, Michel Lafon, 2008, préface de Daniel Cohn-Bendit.
- Arnaud Bureau, Alexandre Franc, (bande dessinée), préf. de Daniel Cohn-Bendit, Mai 68 - Histoire d'un printemps, Paris, Berg International, 2008.
- Caroline Apostolopoulos, Geneviève Dreyfus-Armand, Irène Paillard, Les années 68, un monde en mouvement – Nouveaux regards sur une histoire plurielle (1962-1981), Syllepse, 2008.
- Daniel Cohn-Bendit, Forget Mai 68, L’Aube, 2008.
- Régis Debray, Mai 68 : une contre-révolution réussie, Fayard/Mille et une nuits, 2008.
- Daniel Lindenberg, Choses vues – Une éducation politique autour de 68, Bartillat, 2008.
- Vincent Cespedes, Mai 68, La philosophie est dans la rue !, Larousse, 2008.
- Denis Langlois, L'utopie est morte ! Vive l'utopie !, Michalon, 2005.
- Denis Langlois, Slogans pour les prochaines révolutions, Paris, Le Seuil, 2008.
- Dominique Dammame, Boris Gobille, Frédérique Matonti, Bernard Pudal, Mai - juin 1968, Paris, Édition de l'Atelier, 2008.
- Emmanuelle Loyer, Mai 68 dans le texte, Complexe, 2008.
- Vincent Porhel, Ouvriers bretons. Conflits d'usine, conflits identitaires en Bretagne dans les années 1968, Presses universitaires de Rennes, 2008.
- Collectif, Critique communiste, n°186, spécial Mai 68, mars 2008. Textes de Daniel Bensaïd, Pascal Boissel, Gilles Bounoure, Andrea D’Urso, Michel Lequenne, Michael Löwy, Henri Maler, Francis Sitel, Pierre Zarka.
- Lucia Sagradini (coordination), La beauté est dans la rue - Mai 68 au présent, Variations, printemps 2008, [lire en ligne].
- Éric Donfu, Ces jolies filles de mai, 68, la Révolution des femmes, Jacob-Duvernet, 2008.
- Michelle Zancarini-Fournel, Le Moment 68, une histoire contestée, Seuil, coll. « L'Univers historique », 2008[55]  (ISBN 978-2-02-089891-1), extraits en ligne.
- Philippe Artières, Michelle Zancarini-Fournel, 68, une histoire collective, La Découverte, 2008[55].
- Jean Quellien, Serge David, Caen 68, Éditions du bout du monde, 2008[149].
- Jacques Guigou et Jacques Wajnsztejn, Mai 68 et le mai rampant italien, L'Harmattan, 2008  (ISBN 978-2-296-05530-8).
- Patrick Combes, Mai 68, les écrivains, la littérature, L'Harmattan, 2008.
- Philippe Alexandre, L'Élysée en péril : Les coulisses de Mai 68, Fayard, 2008  (ISBN 978-2213637365).
- René Riesel et Jaime Semprun, Catastrophisme, administration du désastre et soumission durable, Éditions de l'Encyclopédie des Nuisances, 2008.
- Vincent Cespedes, Mai 68, La philosophie est dans la rue !, Larousse, coll. « Philosopher », 2008.
- Patrick Rotman, Mai 68 raconté à ceux qui ne l'ont pas vécu, Seuil, 2008, extraits en ligne.
- Boris Gobille, Mai 68, La Découverte, 2009, extraits en ligne.

#### Depuis 2010
- Robert Gildea, « La génération française de 1968 : points de vue personnel et politique », dans L’Amuse-Bouche : La revue française de Yale. The French-Language Journal at Yale University. 1(1), 39-48, 2010.
- Jean-Philippe Legois, Les Slogans de 68, EDI8, 2010, extraits en ligne.
- Xavier Vigna et Jean Vigreux, Mai-juin 1968. Huit semaines qui ébranlèrent la France, Dijon, EUD, 2010.
- Alexandru Matei, « Langages révolutionnaires chez les socialistes utopiques et chez les révoltés de Mai 68 : de l’idéal de liberté à la liberté devenue mythe », Revue internationale d'études en langues appliquée, no 4, 2011, [lire en ligne].
- Laurence Bernier-Renaud, Scènes situationnistes de Mai 68 : Enquête sur une influence présumée, s/d Jean-Pierre Couture, Thèse présentée à l’École d’études politiques, Université d’Ottawa, 2012, [lire en ligne].
- Christian Delporte, Denis Maréchal, Caroline Moine et Isabelle Veyrat-Masson (dir.), Images et sons de Mai 68, 1968-2008, Nouveau Monde éditions, 2014, extraits en ligne.
- Éric Brun, Les situationnistes. Une avant-garde totale (1950-1972), Paris, CNRS Éditions, coll. « Culture & Société », 2014,  (ISBN 978-2-271-07511-6), extraits en ligne.
- Julie Pagis, Mai 68, un pavé dans leur histoire, Presses de Sciences Po (Paris), 2015, extraits en ligne.
- Guy Ciancia, Lille en Mai, chroniques anarchistes, Passez Muscade, 2015, présentation éditeur.
- Claire Auzias, Trimards - « Pègre  » et mauvais garçons de Mai 68, Atelier de création libertaire, 2017  (ISBN 978-2-35104-105-5), présentation éditeur.
- Christine Bard et Sylvie Chaperon (Notice rédigée par Michelle Zancarini-Fournel), Dictionnaire des féministes : France, XVIIIe – XXIe siècle, Paris, Presses universitaires de France, 2017, 1700 p. (ISBN 978-2-13-078720-4, OCLC 972902161, BNF 45220443, lire en ligne), p. 925 et 926
- Jean-Philippe Martin, Des « mai 68 » dans les campagnes françaises ? Les contestations paysannes dans les années 1968, L'Harmattan, 2017.
- Vincent Porhel, Jean-Luc de Ochandiano, Lyon 68. Deux décennies contestataires, Éditions Lieux dits, Lyon, 2017.
- Vasco Gasquet, 500 Affiches de Mai 68, Aden-Bruxelles, 2017.
- Ludivine Bantigny, 1968. De grands soirs en petits matins, Seuil, 2018[150],[151],[152]
- Collectif de la Grande Côte, Lyon en lutte dans les années 68. Lieux et trajectoires de la contestation, Presses Universitaires de Lyon, 2018.
- Pierre Brana, Joëlle Dusseau, Bordeaux, mai 68, Geste éditions, 2018.
- Charles Saint-Prot, Mai 68, la révolution des imbéciles, éditions de Flore, 2018.
- Hervé Hamon, L’esprit de Mai 68, Éditions de l’Observatoire, 2018[153].
- Denis Langlois, Et si la révolution était possible, éditions Scup, 2018.
- Dominique Lacout, Mai-68, ou La Métaphore désenchantée, Le Temps des C(e)rises/AnArké, 2018.
- Jacques Wajnsztejn, Mai 68 à Lyon. Retour sur un mouvement d’insubordination, La Bauche, Éditions À plus d’un titre, 2018[154].
- Lola Miesseroff, Voyage en outre-gauche : Paroles de francs-tireurs des années 68, Éditions Libertalia, 2018,  (ISBN 978-2377290246)[155].
- Agnès Callu (dir.), Le Mai 68 des historiens, Presses universitaires du Septentrion, Villeneuve d'Ascq, 2018.
- Boris Gobille, Le Mai 68 des écrivains. Crise politique et avant-gardes littéraires, Paris, CNRS Éditions, coll. « Culture et société », 2018.
- Romain Cruse, Le mai 68 des Caraïbes, Éditions Mémoire d'encrier, 2018.
- Julien Besançon, Les murs ont la paroles, Points, 2018.
- Jean-Philippe Legois, Les slogans de Mai 68 (initialement paru en 2008 chez le même éditeur), Éditions First, 2018.
- Mathieu Dubois, Les conséquences économiques de Mai 68 : du désordre social français à l'ordre monétaire européen, Peter Lang, 2018.
- Commémorer Mai 68 ?, anthologie avec des textes de Jean-Paul Aron, Antoinette Fouque, Annie Le Brun, Gilles Lipovetsky, Pierre Nora, Jean-Paul Sartre et de Philippe Sollers, préface de Sophie Doudet, Paris, Gallimard, coll. « Folio Le Forum », 2018.
- Maurice Blanchot : Mai 68, Révolution par l'idée, édition de Jean-François Hamel et Éric Hoppenot, Gallimard, 2018 (posthume).
- Collectif, « Écritures de la contestation. La littérature des années 68 », Études françaises, numéro préparé par Jean-François Hamel et Julien Lefort-Favreau, vol. 54, n° 1, 2018, 183 p. (http://revue-etudesfrancaises.umontreal.ca/volume-54-numero-1/).
- Christelle Dormoy-Rajramanan, Boris Gobille et Erik Neveu, Mai 68 par ceux et celles qui l'ont vécu, éditions de l'Atelier et Mediapart, 2018.
- Philippe Buton, Histoire du gauchisme : l'héritage de Mai 68, Paris, Perrin, 2021, 560 p.  (ISBN 9782262032593).
- Chapitre d'un livre de témoignage de Jean-Jacques Kupiec sur les prémices de Mai 68 (Février-Mars-Avril) dans le milieu lycéen publié sur le site Ytali.com.

#### Articles
- François de Massot, « La Grève générale mai-juin 1968 », supplément au no 437 d'Information ouvrière, 1968.
- Serge Bricianer, Henri Simon, Daniel Saint-James, Rina Schönberg, La grève généralisée en France, mai-juin 1968, Paris, ICO (Informations et correspondances ouvrières), supplément 72, juin-juillet 1968.
- Michel Simon, « Mai-juin 1968 – Deux mois de luttes des classes en France », dans La Nouvelle Critique, no 197, septembre 1968.
- Internationale situationniste, « Le commencement d'une époque », Internationale situationniste, no 12, septembre 1969, Champ libre, 1975, Arthème Fayard, 1997.
- « Histoire de dix ans » dans Encyclopédie des Nuisances, fascicule 2, février 1985.
- Cornelius Castoriadis, « Les mouvements des années soixante » dans Pouvoirs no 39, novembre 1986.
- Jean-Franklin Narodetzki, « Mai 68 raconté aux enfants », dans Le Débat no 51, septembre-octobre 1988, Gallimard.
- Claire Auzias, « Dossier 68 : Mai mineur, pour en finir avec le mythe », IRL journal d’expressions libertaires, no 77-78, printemps-été 1988, pp. 8-26, [lire en ligne].
- Émile Perreau-Saussine, « Liquider Mai 68 ? », dans Les droites en France (1789-2008), CNRS Éditions, 2008, p. 61-68.
- François Audigier (dir.), « Mai 68 en débats », Parlement(s), Revue d'histoire politique, no 9, 2008.
- Isabel Heger, « Enragez-vous! Les événements de Mai '68 », Grundmodul Landeswissenschaftliches Proseminar, 6 juillet 2009, [lire en ligne].
- Laurent Gervereau, « Les affiches de « mai 68 » », dans « Mai-68 : Les mouvements étudiants en France et dans le monde », Matériaux pour l'histoire de notre temps, vol. 11 no 1, 1988, p. 160-171, [lire en ligne].
- Guy Debord, « Mai 88 » [projet avorté d'une édition commentée pour les vingt ans de mai 1968], dans Lire Debord (coordonné par Laurence Le Bras et Emmanuel Guy), éditions de l'échappée, 2016, (p. 33-48.
- Jacopo Galimberti, « Individuals against Individualism: Art Collectives » dans Western Europe (1956-1969), chapitre 4, 2017.
- Laurent Joffrin, Cécile Daumas, Rachid Laïreche, « Serge July : le 22 mars 1968, « personne ne voulait de leaders » », Libération, 21 mars 2018, [lire en ligne].

### Photographies
- Claude Dityvon, Mai 68, [lire en ligne].
- Henri Cartier-Bresson, Jouissez sans entraves, mai 1968, Rue de Vaugirard, [lire en ligne].
- BnF, Esprit(s) de Mai 68 - Prenez vos désirs pour des réalités, exposition, 2008, [lire en ligne].
- Images et sons de mai 68 (1968-2008), Christian Delporte, Denis Maréchal, Caroline Moine, Isabelle Veyrat-Masson, Éditions Nouveau Monde, 2011.
- Archives photographiques de la préfecture de police de Paris[156].

### Affiches
- 415 affiches de mai-juin 68.
- Institut international d'histoire sociale (Amsterdam) : A Dozen Posters from Paris May '68.
- François Provenzano, « Tel Quel à la rue : subjectivation et argumentation dans le discours théorique et dans l’affiche militante de Mai 68 », Argumentation et Analyse du Discours, 14|2015, [lire en ligne].
- Vasco Gasquet, 500 affiches de mai 68, Bruxelles, Aden, 2007.
- Mathieu Barres, Les affiches de mai 1968 en sérigraphie, 22 août 2008, voir en ligne.
- [vidéo] Aujourd'hui magazine, Les affiches de Mai 68, Antenne 2, Institut national de l'audiovisuel, 17 avril 1978, voir en ligne.
- [vidéo] Marie Hospital, Élodie Le Maou, Les affiches : l'héritage artistique de mai 68, AFP, Institut national de l'audiovisuel, 24 avril 2008, voir en ligne.
- La contemporaine (Nanterre) : Fonds patrimonial de 283 affiches de Mai 68 dont 43 issues de l'Atelier Populaire de Sarcelles, voir en ligne.

### Vidéographie
- Jean-Pierre Goretta, Alain Tanner, Mai 68 à Paris, 6 juin 1968, Radio télévision suisse, voir en ligne.
- Raymond Vouillamoz, La Folie Nanterre, 20 mars 1969, Radio télévision suisse, voir en ligne.
- Chrisitian Mottier, Ni Dieu ni maître, Temps présent, Radio télévision suisse, 3 avril 1970, voir en ligne.
- Raymond Aron sur Mai 68, 25 octobre 1981 : l'enjeu politique entre les gauchistes et le parti communiste et l'explication de la réaction passive de l'État.
- « Pour en finir avec Mai 68 », conférence de Daniel Cohn-Bendit à l'Université de Montréal, 15 mars 2008.
- Débat sur France 24 (5 mai 2008), avec le philosophe Vincent Cespedes.
- Colloque Mai 68 en quarantaine, Canal-U, 22 mai 2008, voir en ligne.
- Philippe Roziès, Lutter… ici et maintenant, LCP-Assemblée nationale, KUIV productions, 60 minutes, 2013, voir en ligne.

### Discographie
- Pour en finir avec le travail, album de chansons détournées par les Situationnistes, produit par Jacques Le Glou (1972).
- La Révolution, La Faute à Nanterre par Évariste et les chœurs du Comité révolutionnaire d’action culturelle (CRAC) (mai 1968).
- La Pègre, Grève illimitée, Chacun de vous est concerné, À bas l’État policier, de Dominique Grange (mai 1968).
- Sorbonne 68 (1968), paroles de Jeanine Prin, composé et interprété par Ted Scotto.

### Émissions radiophoniques
Chronique de Mai – Mai 68, vingt ans après… de Dominique Chagnaullaud, série de sept émissions d'une heure réalisées par Jean-Jacques Vierne à l'occasion du 20e anniversaire des événements. Première diffusion sur France Culture entre le 1er et le 9 août 1988. À base d'archives sonores, ces chroniques reprennent les principaux événements de Mai 68, de Nanterre à sa fin :
- Nanterre, la genèse du mouvement.
- De Nanterre à la Sorbonne (3-11 mai).
- Étudiants et ouvriers (13-18 mai).
- Un mouvement éclaté (18-24 mai).
- Est-ce l'apaisement ? (24-27 mai).
- Tout est possible (28-29 mai).
- Une fin provisoire (le 30 mai et après).

### Expositions

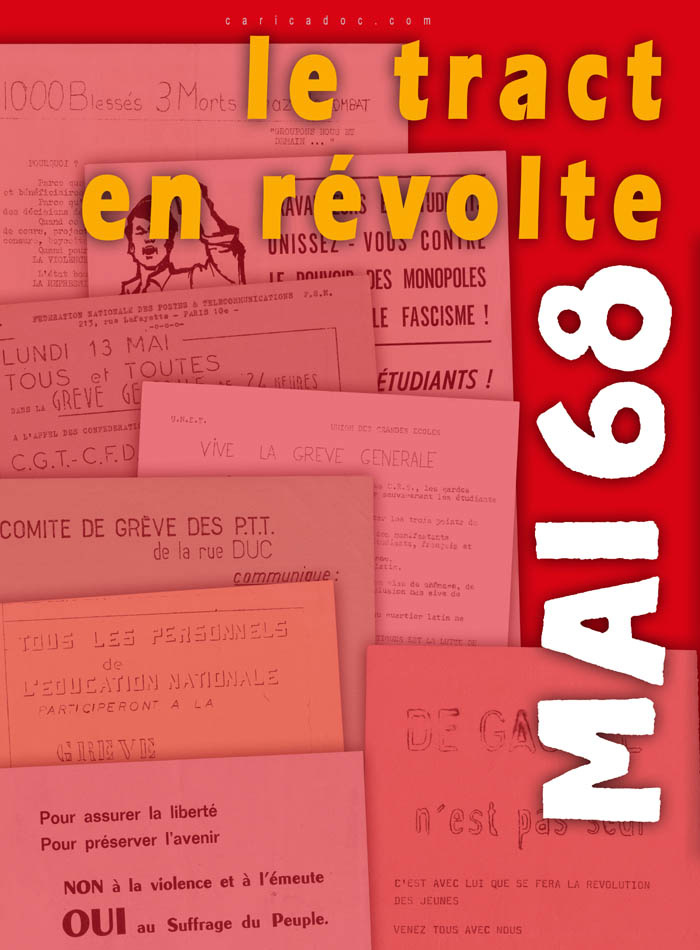
Mai 68, le tract en révolte, 2018.

- Site de l'exposition virtuelle « Esprit de mai », sur le site de la BnF en 2008.
- Site de l'exposition virtuelle de la BDIC, « Les années 68, un monde en mouvement », 2010, sur le site bdic.fr.
- Guillaume Doizy, Mai 68, le tract en révolte, exposition itinérante de 31 panneaux, 2018, [lire en ligne].
- "Usines, Universités, Union" – du 16 au 20 avril 2018 à l'UFR des arts d'Amiens. Organisé par la CNT-STE 80 avec le soutien de Le Poing[157].
- "Mai 68 vu par Alain Gesgon", 2018, Alain Gesgon

### Jeu de société
- François Nedelec, Duccio Vitale, Mai 68 : La Nuit des Barricades, La Folie douce, 1980.

## Presse de Mai 68
- Clarté (journal) fondé en 1956 par l'Union des étudiants communistes.
- Partisans (revue) fondée en 1961 par François Maspero.
- Actuel (magazine) fondé en 1967 par Claude Delcloo.
- Action (journal), fondé en avril 1968 par Jean Schalit.
- La Cause du Peuple, hebdo fondé en avril 1968 par Robert Linhart.
- Cahiers de Mai, fondé en juin 1968 par Daniel Anselme.
- Rouge (presse), hebdo créé le 18 septembre 1968, quotidien du 15 mars 1976 au 3 février 1979.
- L'Humanité rouge, refondée par Jacques Jurquet en 1969 à partir de l'L'Humanité nouvelle de janvier 1965.
- L'Idiot international fondé en octobre 1969 par Jean-Edern Hallier.
- Tout!, mensuel fondé le 23 septembre 1970 par Tiennot Grumbach et Roland Castro[158].
- J'accuse, mensuel fondé 15 janvier 1971 par Robert Linhart et André Glucksmann[159].
- La Gueule ouverte fondée en novembre 1972.
- Charlie Hebdo fondé en novembre 1970 par Hara-Kiri (journal)
- Pirate créé par Jean-René Huleu en 1972 au service de l'Agence de presse APL[159].
- Agence de presse APL créée le 18 juin 1971 par Maurice Clavel résistant catholique et gaulliste de gauche[159].
- Libération quotidien créé en janvier 1973 par Jean-Paul Sartre et Jean-Claude Vernier.
- Le Matin de Paris quotidien fondé le 1er mars 1977 par Claude Perdriel.
- Actions Presse lycéennes (APL) est un journal lycéen français fondé en 1978.
- Barricades (journal) réalisé par le comité d'action lycéen en 1968-1969, fondé en mai-juin 1968.